# F-X (航空自衛隊)
F-X（エフエックス）とは、Fighter-eXperimental（試作戦闘機）の略称で、日本の航空自衛隊の次期主力戦闘機導入計画を指す略語。次期戦闘機導入にかかわる計画やそれによって選ばれる機体を指す用語であって、"F-X"という制式名称の航空機が存在する（あるいは存在した）わけではない。F-X計画と呼ばれていたことのある計画には、1950年代から2010年代までに以下の4つが存在する。
最新の現在進行中のF-2戦闘機の後継機に関しては次期戦闘機を参照。

## 過去のF-X

### 第1次F-X

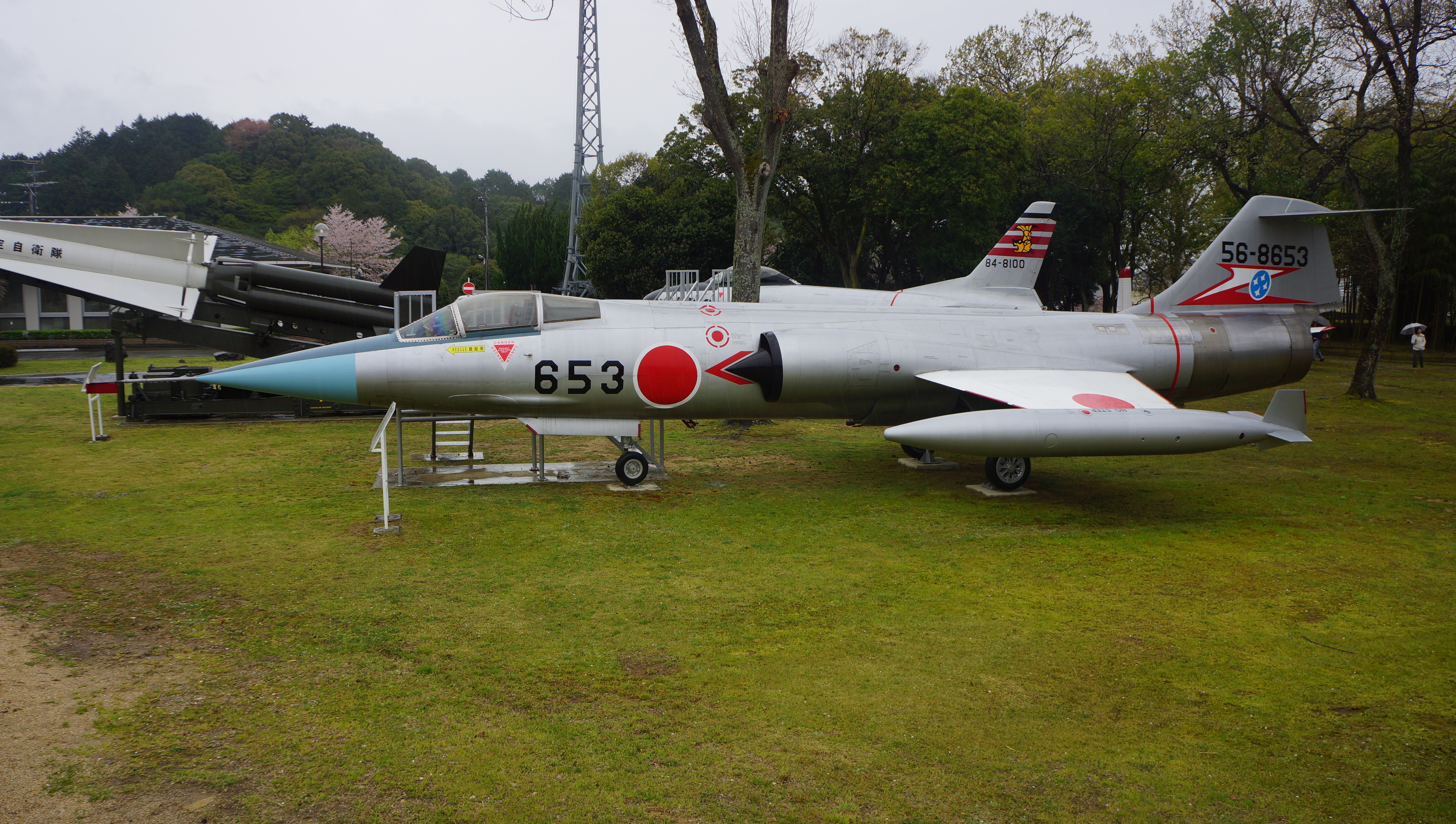
採用されたF-104J

1950年代後半のノースアメリカン F-86F（435機）とF-86D（122機）の代替となる戦闘機を導入する計画。
ロッキード F-104C/D改とグラマン G-98J-11（F11Fの改造型）との争いになった。一旦G-98に内定したものの、いわゆる第1次F-X問題に伴い白紙化。再度選定となり、F-104Gをベースに日本向け仕様としたタイプをF-104J/DJとして採用した。1963年（昭和38年）から1967年（昭和42年）にかけて230機導入。

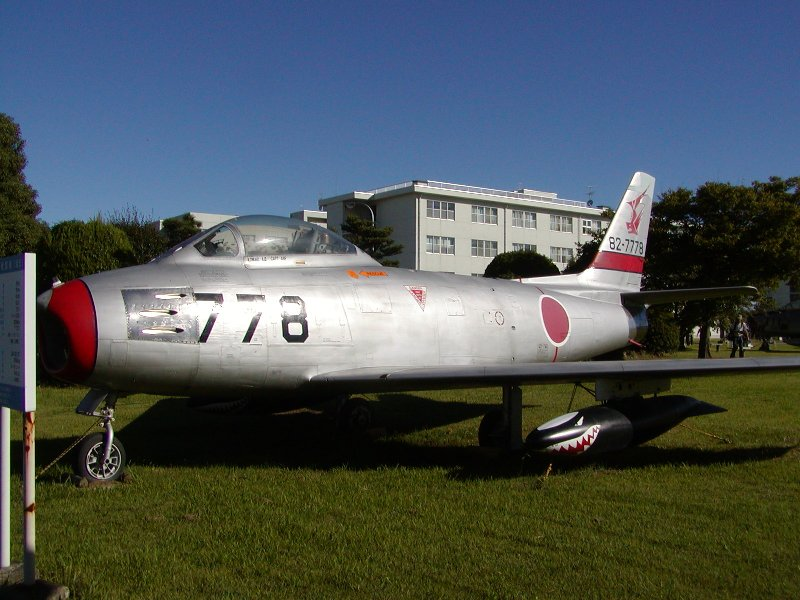
F-86F
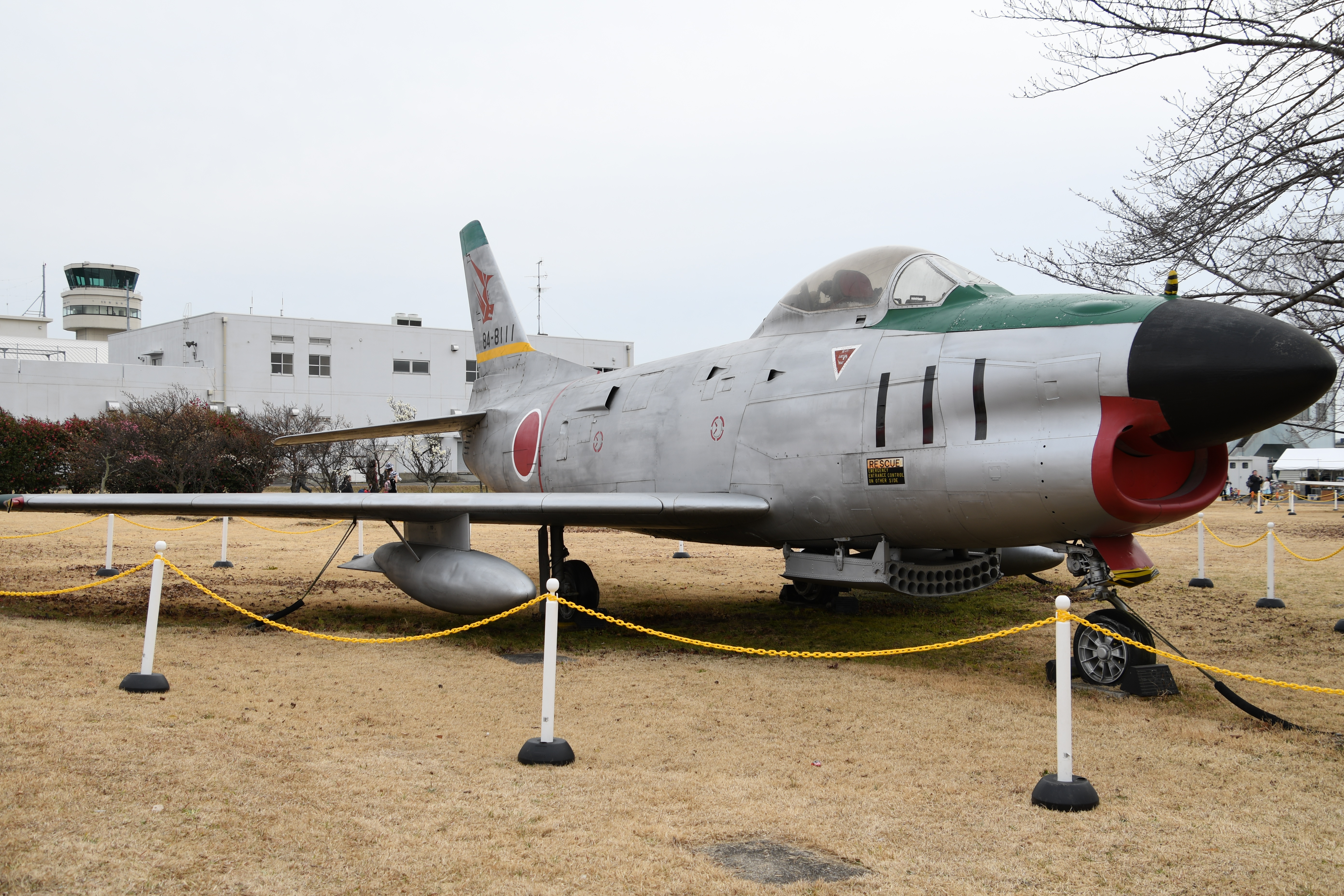
F-86D
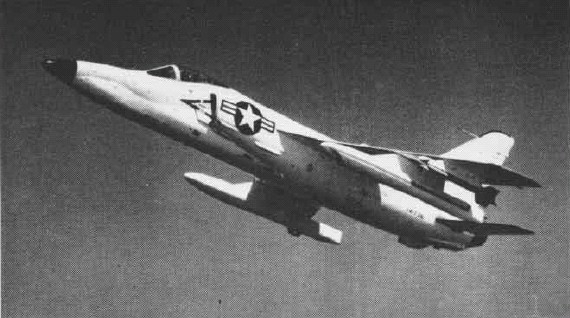
F11F

### 第2次F-X

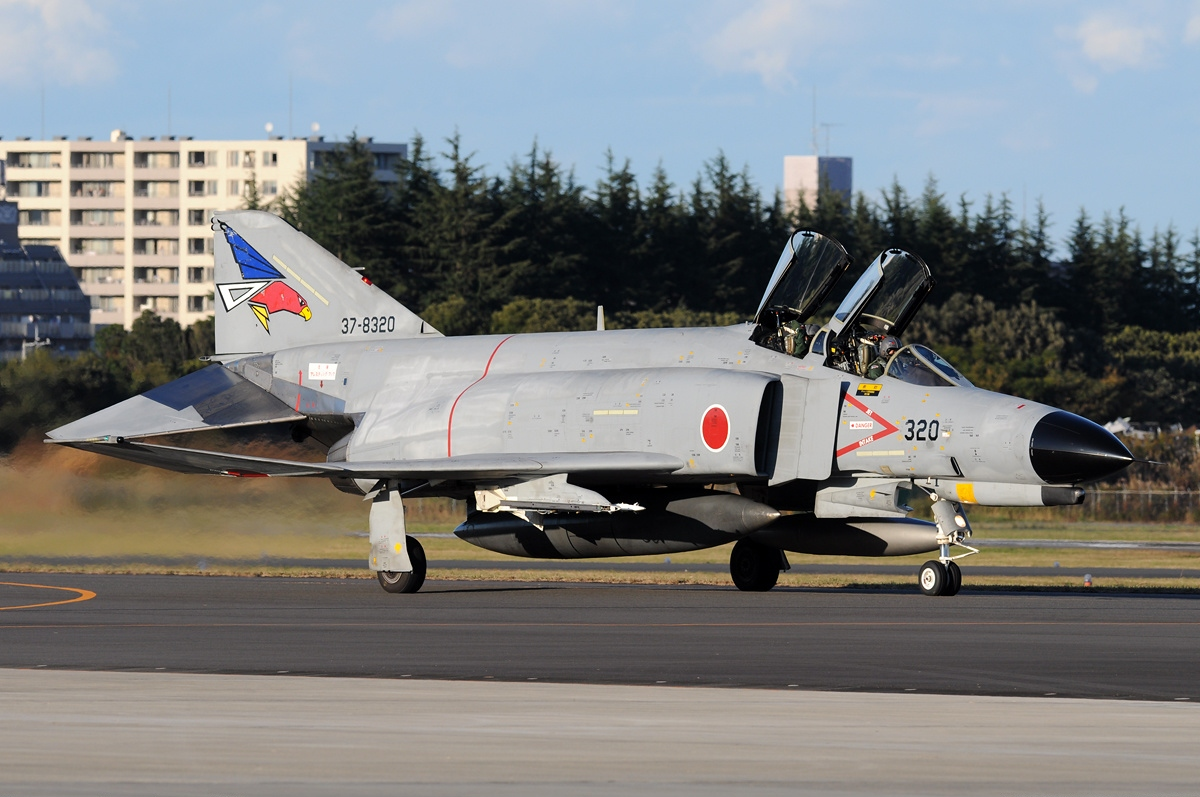
採用されたF-4EJ

1960年代後半のロッキード/三菱 F-104J/DJの後継となり、未だ残っていたノースアメリカン F-86の代替となる戦闘機を導入する計画。
マグダネルダグラス F-4E改、ロッキード CL1010-2（F-104の発展型）、サーブ 37 ビゲン、ダッソー ミラージュF1の争いになったが、F-4E改をF-4EJとして採用した。1971年（昭和46年）から1981年（昭和56年）にかけて140機導入。なお、支援戦闘機となったF-86F はFS-X計画を経てF-1で代替された。

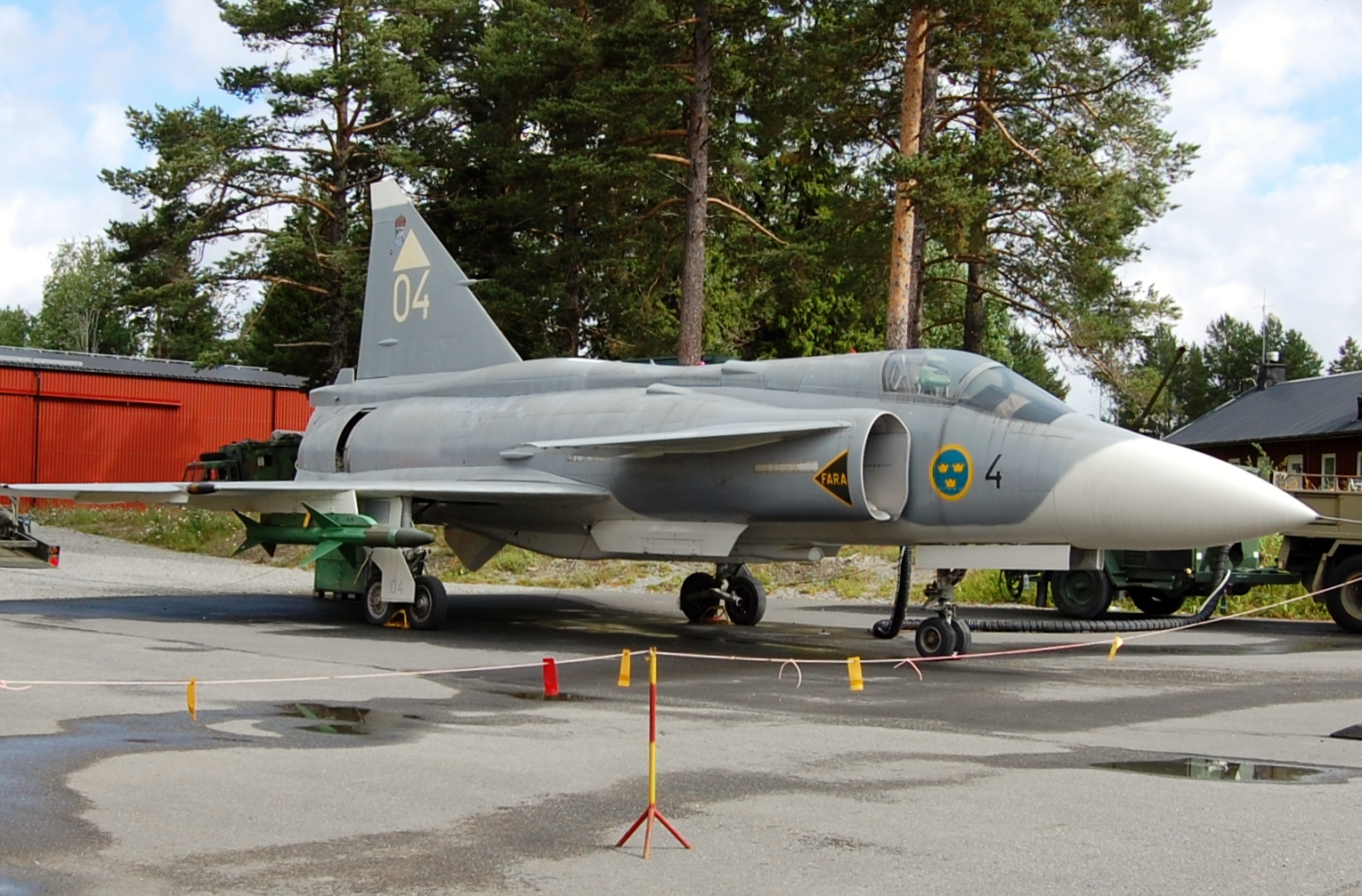
サーブ 37 ビゲン
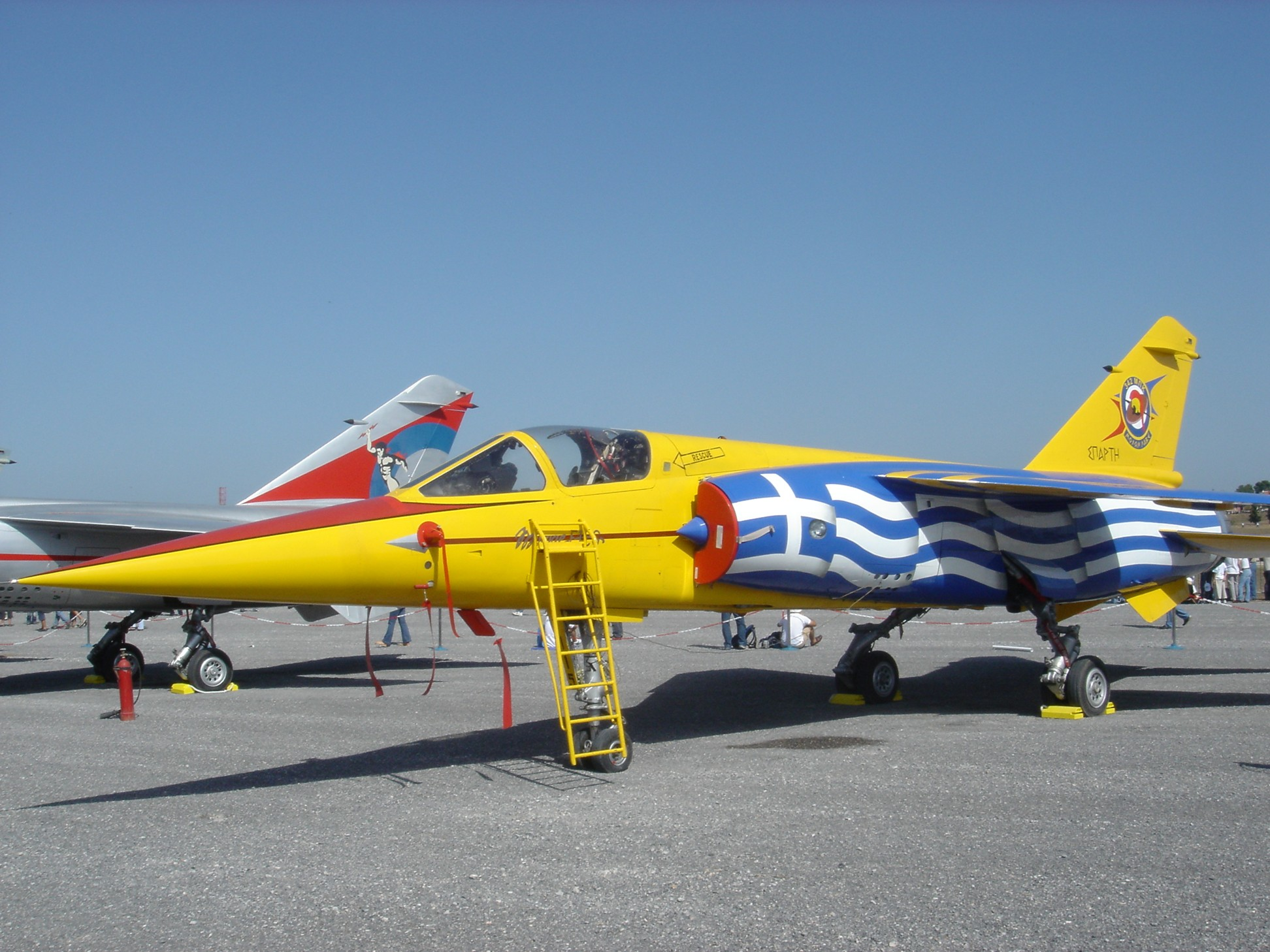
ミラージュF1

### 第3次F-X

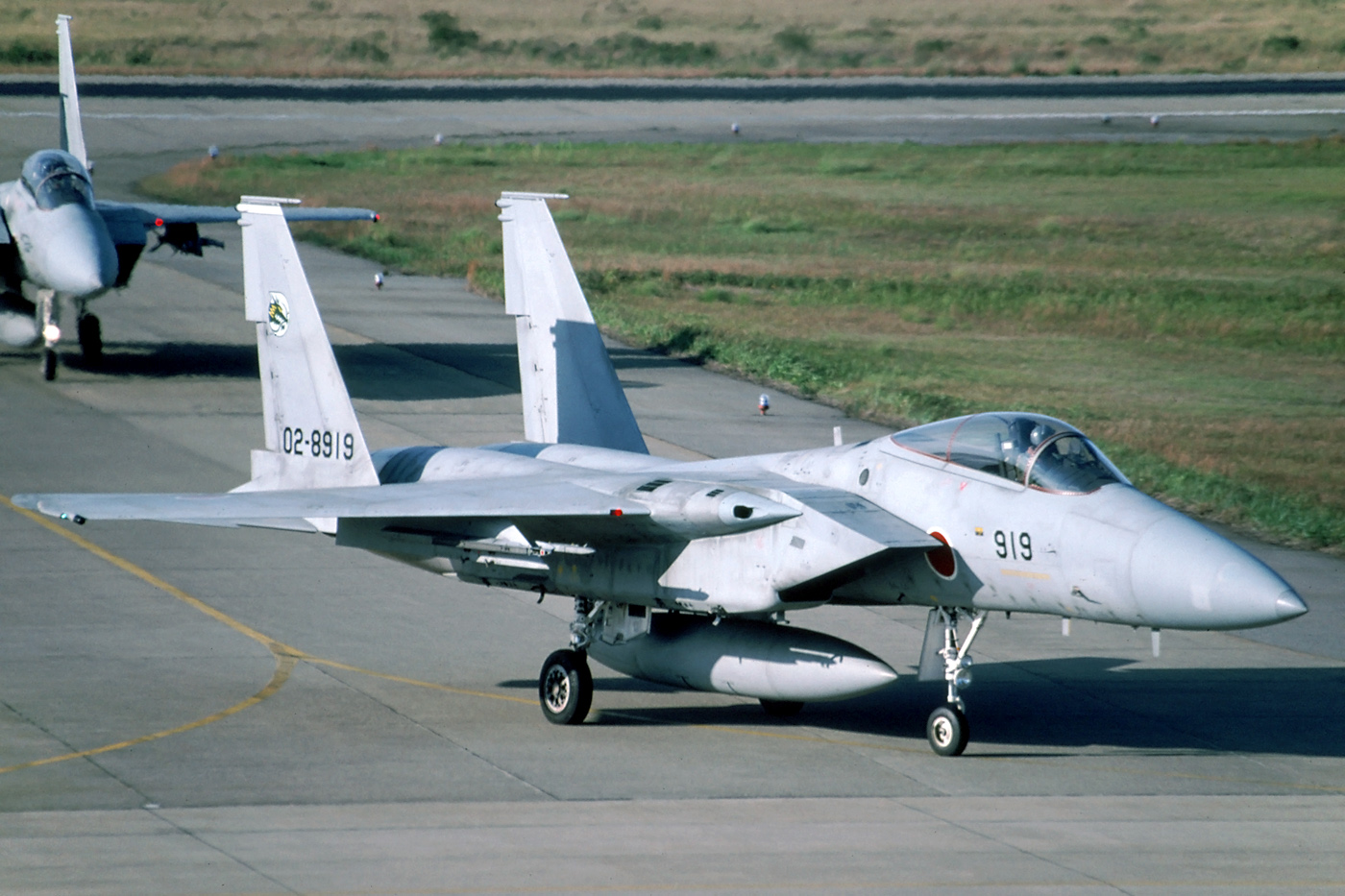
採用されたF-15J

1970年代中盤のロッキード/三菱 F-104J/DJの後継機として、また、一部のマグダネルダグラス/三菱 F-4EJの代替となる戦闘機を導入する計画。
マグダネルダグラス F-15C/D改、グラマン F-14、ゼネラルダイナミクス YF-16、ノースロップ YF-17、ダッソー ミラージュF1、サーブ 37 ビゲン、パナビア トーネード ADVの争い（実質的にはF-14とF-15であった）になったが、F-15C/D改をF-15J/DJとして採用した。1980年（昭和55年）から1999年（平成11年）にかけて213機導入。なお、支援戦闘機として運用していたF-4EJ改はFS-X計画で開発されたF-2で代替された。

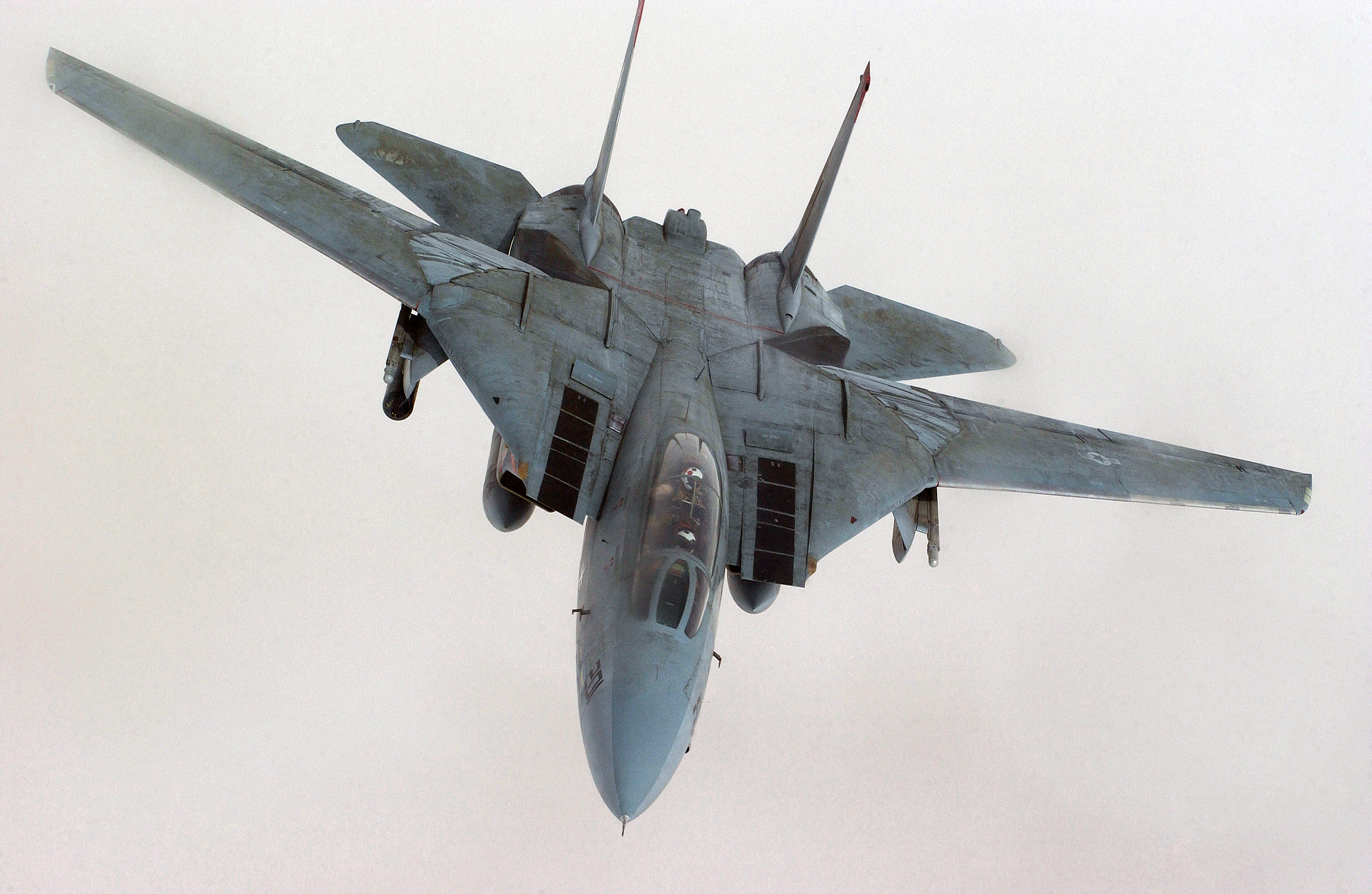
F-14B
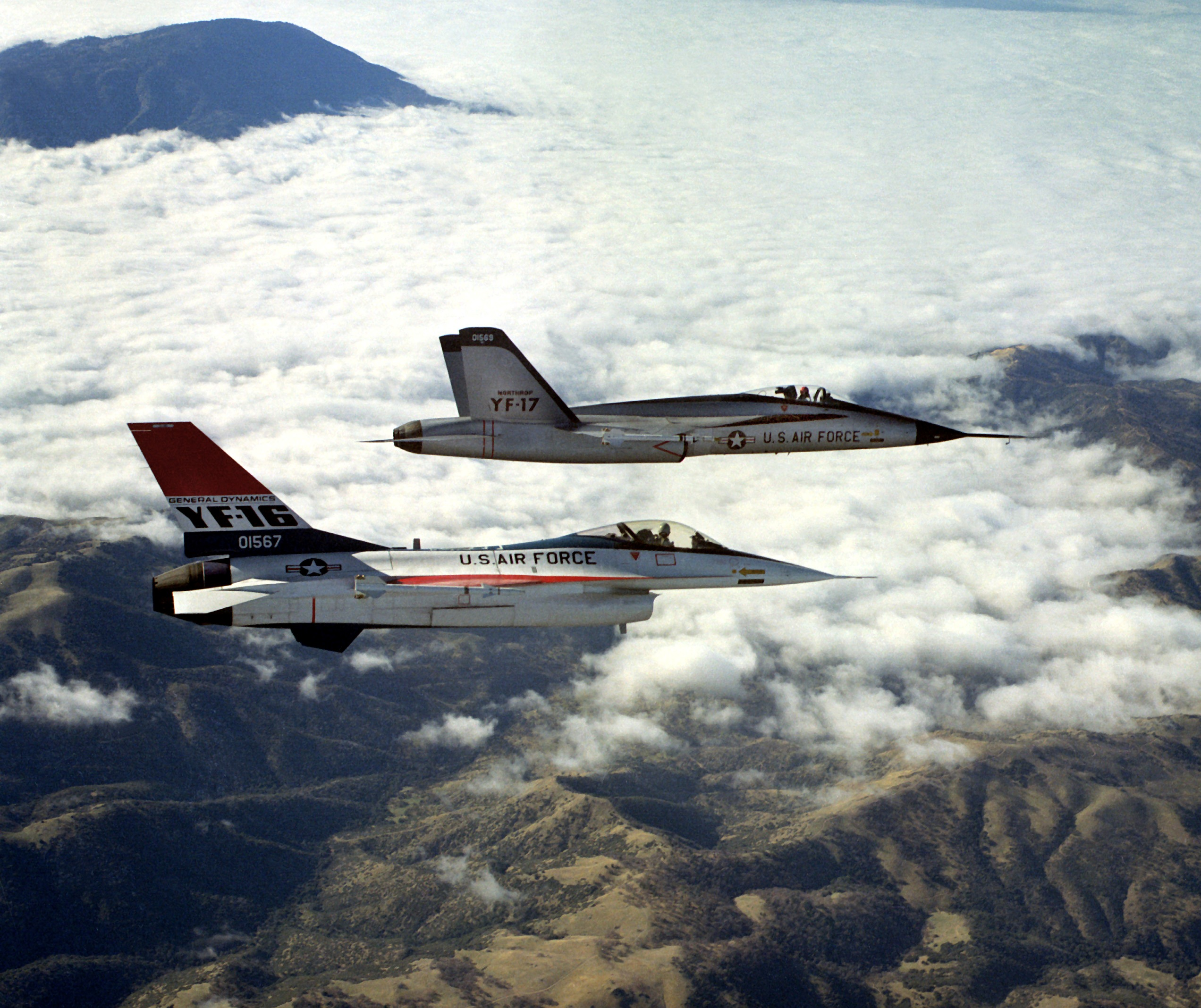
YF-16（手前）とYF-17（奥）
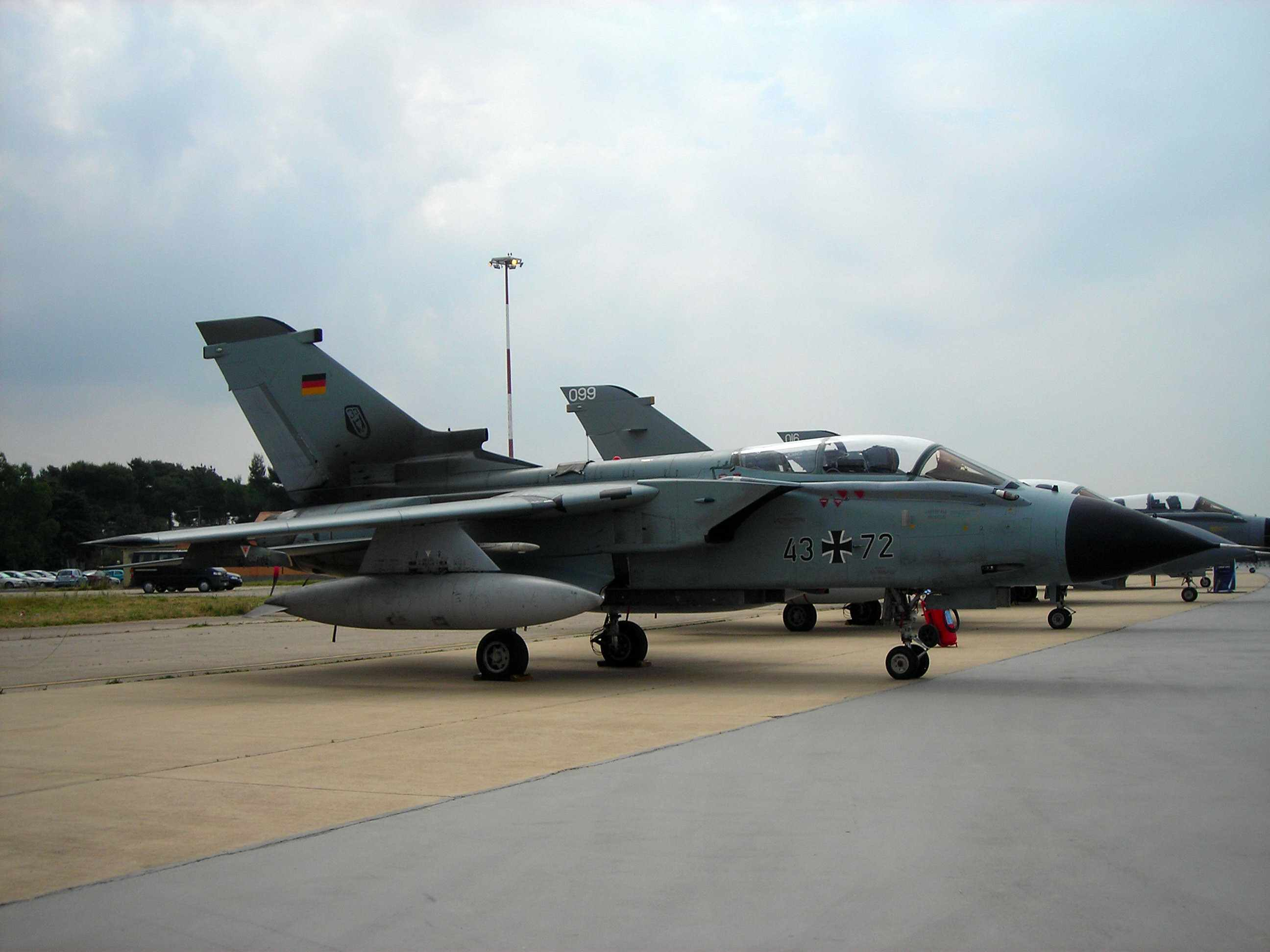
トーネード ADV

### 3次までの総括
これら第3次までのF-Xでは、いくつかの騒動あるいは汚職疑惑（F-104J/DJ採用の逆転劇やダグラス・グラマン事件）がありながらも、結局は候補機の中で一番性能が高く、アメリカ軍でも運用しており有事の際の補給を受けやすい機種を採用してきた。
また、いずれの機種も導入前半の数年から数十機は完成機購入（輸入）やノックダウン生産で調達されたものの、すぐに日本国内の航空機産業によるライセンス生産に移行した。開発元に支払うライセンス生産料が高いことがネックであったが、生産が進行するにつれて徐々に国産化率が高められていき、国内航空機産業の技術向上と生産基盤維持に大きな貢献を果たしてきた。
3機種ともにライセンス生産の主契約企業は三菱重工業であったが、エンジンのライセンス生産をしたIHI（旧称：石川島播磨重工業）をはじめ、日本の航空機産業に関わるほぼすべての企業が何らかの形で生産にかかわっていた。
|                     | F-15J/DJ       | F-4EJ           | F-104J          |
| ------------------- | -------------- | --------------- | --------------- |
| 三面図・線画        |                |                 |                 |
| 原型機初飛行        | 1972年         | 1958年          | 1954年          |
| 運用状況            | 1984年 - 現役  | 1975年 - 2021年 | 1964年 - 1986年 |
| 価格                | 86億 - 101億円 | 20億 - 40億円   |                 |
| 運用国              | 4か国          | 11か国          | 14か国          |
| エンジン数          | 双発           | 双発            | 単発            |
| 全長                | 19.40 m        | 19.20 m         | 16.69 m         |
| 全幅                | 13.1 m         | 11.71 m         | 6.68 m          |
| 全高                | 5.60 m         | 5.02 m          | 4.10 m          |
| 空虚重量            | 12,973 kg      | 13,757 kg       | 6,350 kg        |
| 最大推力（A/B使用） | 10,800 kgf × 2 | 8,120 kgf × 2   | 70.9 kN         |
| 最大速度            | M2.5           | M2.23           | M2.0            |
| 戦闘行動半径        | 1,900 km       | 680 km          | 680 km          |
| 実用上昇限度        | 19,000 m       | 18,975 m        | 15,420 m        |
| ハードポイント数    | 8ヶ所          | 9ヶ所           | 5ヶ所           |
| 乗員                | 1名/2名        | 2名             | 1名             |

## 第4次F-X
2008年（平成20年）度中に退役がはじまったマグダネルダグラス/三菱 F-4EJ改の代替となる戦闘機を導入する計画である。2011年（平成23年）度からの中期防衛力整備計画（平成23年度）～において導入を予定している。将来的にマクダネルダグラス/三菱 F-15J/DJの一部、初期型(Pre-MSIP)(約100機)の置き換えも検討されている。

### 選定時の状況と展望
日本は強大な空軍力を有する軍事大国に複数隣接するという特殊な防衛環境に置かれており、配備可能な戦闘機の機数も周辺国に比べ少ないという防衛事情があるため、航空自衛隊の採用する要撃機には他国の戦闘機を圧倒する高い戦闘力と配備機数を補う高い稼働率が要求される。
日本の周辺国では、第4.5世代戦闘機の配備が進んできており、韓国においてはF-15C/Dを戦闘爆撃機として改良・再設計したF-15Eの韓国版F-15Kの配備が始まっている。さらに近い将来にロシアはSu-57、韓国はF-35台湾はF16V(4.5世代戦闘機)、中国ではJ-31、J-20などの第5世代戦闘機の配備が計画されている。そして、現代において重視されている情報戦能力（情報におけるRMA）も中国のKJ-2000、韓国のE-737といった早期警戒管制機の配備で向上しているとされる。
上記の通り周辺国では、日本のF-15Jと同世代の戦闘機が配備され、さらに、第5世代戦闘機の配備計画もある中で、F-Xではそれらの戦闘機を圧倒、または対等に渡り合えるだけの性能を持つ戦闘機が必要となるが、本命であったF-22はアメリカ上院議会で輸出許可が一度却下されている（さらに2009年〈平成21年〉にオバマ政権が発足して以降、2011年〈平成23年〉末までに、わずか200機弱でF-22の生産そのものが打ち切られることになる）。このため防衛省は2007年（平成19年）12月に、平成21（2009）年度までの中期防衛力整備計画（平成17年度）-（平成21年度）でのF-X調達をあきらめ、代替としてF-15の近代化改修を急いだ。2009年（平成21年）8月30日に実施された第45回衆議院議員総選挙の結果、同年9月に中期防衛力整備計画（平成22〈2010〉年度）を計画していた与党自由民主党の麻生内閣から野党民主党の鳩山由紀夫内閣へ政権交代した。新政権により2009年（平成21年）10月16日の基本政策閣僚委員会にて中期防の策定時期を1年先送りすることが決定し、さらにF-Xの取得が遅れることとなり、平成23（2011）年度からの中期防衛力整備計画（平成23年度）で取得することになった。
国内産業面では、三菱重工業が製造するF-2戦闘機の調達数が減少したため、F-Xで決定された機体のライセンス生産が行えない場合、50年にわたり継続して戦闘機の生産を行ってきた部署が浮いてしまうことになる。その際、会社としては技術者を他部署に配置転換することを免れず、後継者の育成が滞り、再度生産の機会が訪れても、技術者が不足する或いは技術力が落ちる、技術が断絶してしまうなどの恐れがある。そのため、国内航空機産業保護の点から、今回のF-Xもライセンス生産が望ましいと三菱は指摘している。また、自衛隊の防衛秘密の漏洩がアメリカ議会で問題視されており、日本への最新鋭戦闘機輸出承認をしない情勢が強まっており、問題を複雑化している。
この現状を踏まえ、選定期間延長・戦力維持・産業保護を考え以下の策が検討された。
F-4の運用スケジュール見直し
機体寿命は幾許もない（超えている物もある）ため、作戦使用時間の削減や非破壊検査システムの導入による機体寿命の精密な測定等で延ばした余裕、予備機の削減で数年程度先送りする。
F-15の近代化改修
比較的新しく製造された機体に対して近代化改修を施し、4.5世代相当まで能力向上させて戦力を維持する案。
F-2の再調達
次期戦闘機をF-35にした場合、開発国外の導入は早くても2017年（平成29年）になる見通しであり、2008年（平成20年）からすでに退役が始まっているF-4EJの代替には間に合わず、また調達中のF-2も生産終了の予定のため、戦闘機生産の部署が宙に浮くのを避けられない。そのため調達中のF-2を追加導入することによって産業保護を狙う案である。しかしこの案は、2011（平成23）年度予算で追加調達予算は計上されなかったため見送られた。

### 機種選定
周辺諸国にSu-27などのF-15と同水準の第4世代機が拡散しつつある防衛環境にあって、現在FI（邀撃、要撃）任務についているF-4EJ改を代替する機体であるから、要撃任務の能力が高いことが第一の要求であるが、当然時代の趨勢といえるマルチロール化（任務の多様性）もある程度要求されている。
防衛省はアメリカのF-22A、F/A-18E/F、F-15FX、F-35、フランスのラファール、欧州のタイフーンの6機種をF-Xの候補として挙げ、調査を行っているとされていたが、日本政府が2008年（平成20年）12月末に候補機からF-22を除外し、F-35、タイフーン、F-15FXの3機から選定する旨の発表がなされた。これにより徐々に次期F-Xの候補が絞られた形となったが、各候補機については、その設計技術や機能・性能という機体本来の違いだけでなく、多くの中小国では1個飛行隊クラスの購入にとどまるのに対し、歴史上から見ても、戦闘機の大規模な購入実績がある日本のF-Xに売り込むことによって、莫大な利益が見込まれること等から、政治的・経済的要因から発生する各種問題が交錯しており、選定作業が難航していた。（このため2010年（平成22年）7月には防衛省がつなぎとしてF-2約20機の追加発注を検討していることも報じられていた。
航空自衛隊は、次期戦闘機(F-X)の調査対象機種に関する海外調査を行うため欧州とアメリカに調査団を派遣した。これまで調査された機種はタイフーン、F-15FX、F/A-18E/F、F-35である。製造工場などを訪れ性能や特性に関し調査を行い、今後の検討に必要な情報を収集した。販売側では、2009年6月に開催されたパリ航空ショーにおいて、F-35を開発するロッキード・マーティンと、タイフーンを開発したユーロファイター社（実質4カ国連合）双方が性能をアピールするなど、日本への売り込みが活発になっていた。2010年6月、F/A-18E/F、F-35、タイフーンの3機種のなかから選定することが報道された。
2011年（平成23年）4月13日、防衛省は関係各国政府に対する説明会を実施し、米、英の政府からF/A-18E/F、F-35、タイフーンの申し込みを受け付けた。2011年9月26日、防衛省に提出する機体の性能や価格に関する提案書の申し込みが締め切られ、以上の3機種から選定されることが正式に決定した。
2011年12月20日、日本政府は安全保障会議と閣議で、正式にF-35Aを採用すると決定した。選定では、加点方式で採点した。選定理由は、以下の通りである。
| 項目         | 配点 | 最高点を獲得した機体 | 理由 |
| ------------ | ---- | -------------------- | --- |
| 性能         | 50   | F-35                 | 空対地攻撃能力などすべてにおいてバランスが良い。                                                              |
| 経費         | 22.5 | F-35                 | 機体はF/A-18、燃料費はタイフーンがそれぞれ高得点であったが、 F-35はそれぞれ次点であり、全体では最高点を獲得。 |
| 国内企業参画 | 22.5 | タイフーン           | 参画の程度や技術開示の程度が高い。                                                                            |
| 後方支援     | 5    | F-35                 | 全機体でほぼ拮抗。 故障部位を特定する機能などの要因からF-35が選ばれた。                                       |
| 総合得点     | 合計 | F-35                 | 評価点を合計した結果、F-35が最高点となった。                                                                  |

### 機種決定後
防衛省は2011年12月12日、次期戦闘機をF-35に決定する方針を固めたが、現在F-35は、米国防総省が開発調達計画を2年延長する見通しであることが報じられたほか、各国の機体開発の遅れに関する懸念は強まっており、開発参加国であるオーストラリアやイタリアでは計画の見直しが検討されているほか、2012年には導入までの不透明さからカナダは導入を検討中であるとしており、軌道に乗った時点で発注するとしているが、当然リスクを恐れずに早くから発注を行っていた国々から先に、完成した機体が納入されることとなる。最も早いアメリカ国外への納入は、2014年から本格化し、まずはF-35A型オーストラリア空軍向け初号機とイタリア空軍向け初号機が納入されており、各国が連携する形でパイロットの養成過程が開始されている他、実際に実戦任務に投入可能とされるまでには各種試験をクリアする必要があり、これら一連の紆余曲折を経た後、F-35B型が世界初の初期作戦能力獲得(IOC)を宣言され、正式にアメリカ海兵隊の各部隊に配備されたのは2015年7月であった。今後は共同開発に参加した国はもちろんのこと、確定発注した同盟国空軍に対して、量産機の納入が進むこととなる。また、日本政府は導入契約を結んだが、開発の遅れから配備スケジュールは大幅に伸びる懸念があったが、2015年現在では、日本に納入される機体については既に組み立てが開始された。
- 2011年12月13日、産経新聞は関係者の話として米国防総省が開発中の機体から多数の亀裂が発見されたことを受けて、運用開始時期を現行の2017年から2年延長する見通しであることを報じたが、その後、2014年頃から各種試験が順調に進んだこともあり、野田政権下の2012年の予算で発注済のF-35A型4機が、日本に引き渡される受領開始時期は2017年となる模様だ。とロッキード・マーティン側から正式発表があった。計42機の調達を予定しているが、Ｂ型を含めた最終的な発注数は明らかになっていない。[19]が、一川保夫防衛相は2011年12月20日午前の記者会見で「米側から16年度の納入について確約を得ている」ことを明らかにしている[20]。
- 2011年12月16日、産経新聞は米国防総省内部資料を出所とした「ステルス性能に疑問」という記事を報じ、また具体的問題点として、攻撃能力、被弾や事故時の生存可能性、旋回や上昇など飛行性能、空対空ミサイルの発射、電子戦能力がテストパイロットより運用上深刻な、または特別な懸念として挙げられている、としている[21]。
- 2012年2月22日、日本政府も「価格の高騰が続けば、導入計画の中止も否定できない」とアメリカに伝えていることが明らかになった[22]。
- 2012年2月23日、防衛省はアメリカ国防総省に対し、予算削減および開発の遅れで機体価格が上昇しないよう書簡を送る。価格が高騰した場合、調達中止の可能性もあることを示唆した[23]。
- 2012年2月29日、衆議院の予算委員会で田中直紀防衛相は、正式契約の時期になっても提案内容が実現できない場合、契約の取りやめ、機種の再選定も視野に入っていると発言している[24]。
- 機種選定時、日本とアメリカの両政府は、アメリカ側が提案した納期や価格などを順守できなければ、取得を取りやめることもあるとの文書を取り交わしている[25]。
- 防衛省は2012年6月の契約を行えるよう調整しており、政府はそれまでに最終判断をする予定である[26]。
- 2012年3月20日、米政府監査院は開発試験の遅れや生産ペースの低下などから、総開発費は4,000億ドルに近づきつつあるとの見通しを発表した。また、ソフトウエア最終型の「ブロック3」の完成は17年になるとの見通しを示し。日本が16年に導入する最初の4機は、ソフトウエアが未完成な状態で納入されることが濃厚となってきている（この場合の機体の改修には、対外有償軍事援助の為追加費用を払わなければならない）[27]。
- 2012年3月31日、米国防総省は、量産時期を2017年から2年延長し、2019年以降に量産を開始する方針を明記した報告書をまとめたことを国防総省筋が明らかにした[注 3]。日本政府は導入にさいし価格維持と2017年3月納期の厳守を求めてきたが、この決定により調達計画の破綻が決定的となる可能性が大きくなった。[28][29]。
- 2012年5月3日、米国防総省は議会に対し、日本が導入を予定している42機の売却額が計100億ドル（約8千億円、1機あたり190億円。整備費用、ソフトウェアのバージョンアップ費用やパイロット訓練費用などが含まれたパッケージ価格）に上るとの見通しを報告[30]。5月30日には、最初に納入される予定の4機の1機当たりの予定価格を、当初の99億円から102億円（予備部品などを含む）となる見通しを明らかにした[31]。
- 2012年6月29日、日本政府は、米国防総省と2016年度に導入する4機について、正式契約を交わした。1機当たりの価格は約96億円（交換部品を含め約102億円）で、2012年度予算に計上した価格は89億円（同99億円）のため約7億円（同3億円）の上昇となった[32]。
- 2012年9月4日、製造に習熟していない作業員が製造に関わっているためコストが上昇し、一機当たりの価格が当初の1.5倍の150億円に達するとする報道が出た[33]。
- 2013年1月27日、米国防総省の年次報告書により、日本に引き渡されるF35Aの最初の4機は、短射程空対空ミサイルも運用能力を持たない「ブロック３Ｉ」レベルの訓練用ソフトウェアを搭載したバージョンであることが報道された[34]。
- 2013年3月1日、安倍内閣はF-35について、武器輸出三原則の例外とすることを発表した。これにより、部品製造などに日本企業が参加することが可能となった[35]。
- 2013年3月19日、三菱重工業が愛知県豊山町の小牧南工場に専用の生産ラインを新設することが判明した。小牧南工場は、F-2の製造にも携わり、F-2生産終了後も修理を受け持っている工場の一つである[36]。

### 最終候補機

#### F-35 （選定機）

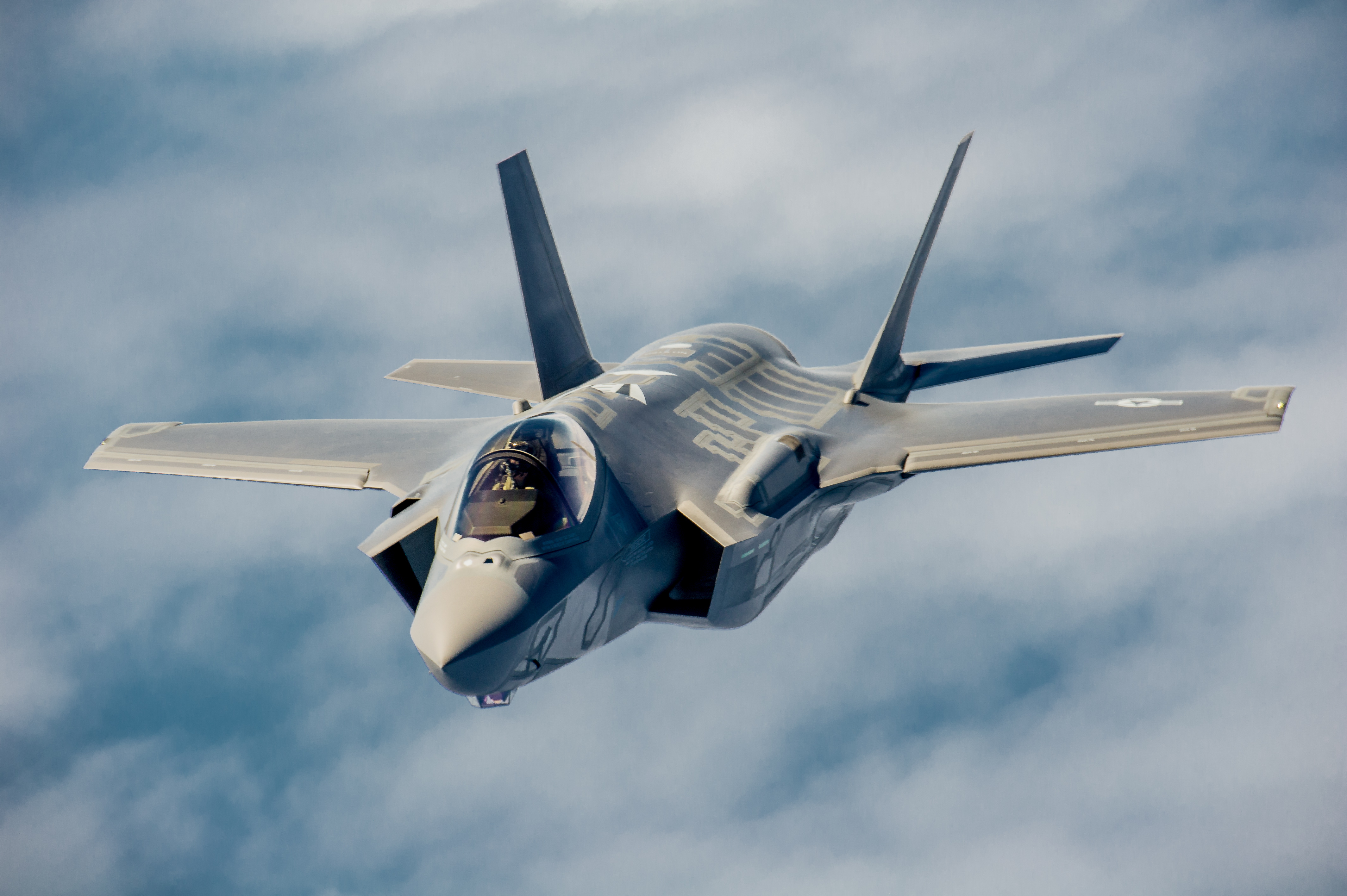
F-35A ライトニングII

アメリカの航空機メーカー、ロッキード・マーティン社を中心に開発された第5世代ジェット戦闘機。最強の第5世代ジェット戦闘機として知られるF-22には及ばないが、それでもなお非常に高いステルス性を持つマルチロールファイター（多用途戦闘機）であり、アメリカ軍などが推奨している。F-22と比べて低価格であるが、開発期間の延長などにより、アメリカ軍の調達価格でさえ当初予定の倍額の1機9,500万ドル（約86億円）に達する見通しとなっている。
機種選定および決定までの作業中、候補とされる機種の中では唯一開発中の機体であり、実戦配備されていないため、購入が可能となるのは2010年代末と見られていたが、現段階では運用開始時期を2017年度からとしている。自衛隊は提案要求書で2016年（平成28年）中に1号機の納入を要求しておりF-35の選定は不可能との見方が出ていたが、日本政府に対して米政府が、2016年度の期限内に1号機納入を確約したり共同開発国ではないにもかかわらず日本の防衛産業へ特例的に機体に関する機密情報開示を表明したこともあって、2011年12月12日、防衛省はFXにF-35を導入する方針を固めた。
機体
- F-22には及ばないが、それでも他機種と比較して圧倒的なステルス性を持つ。
- 高推力エンジンと固定インテイクの取り合わせにより騒音が大きく、砂漠の中に存在するネリス空軍基地においてでさえ、周辺住民から環境破壊との声があがっていると報道された。
- 大出力エンジンを搭載しており、機体内部に武装を格納した状態で最高速度がマッハ1.6である。（また、2019年時点では、マッハ1.2のスーパークルーズにも対応できるとされている。）
- 国際共同開発機だが、日本は開発メンバー国に加入していない。

運用
- F-22には空対空ミッションで及ばないものの、空対艦ミッション、空対地ミッションでは逆にF-22を上回る能力を持ち、航空自衛隊の要求に見合うだけの能力を持つ。
  1. 空対空ミッションでは、ウェポンベイ内には空対空ミサイルを最大4発搭載可能で、空対地ミッションでは2,000ポンドJDAM2発搭載に加えて中距離空対空ミサイル2発を搭載可能であるが、爆弾架の部分に装着するタイプのラックを開発中であり、ウェポンベイに装着すれば空対空ミッション時において、胴体内の4発に加えさらに数発の空対空ミサイルを搭載可能になる予定である。
  2. 空対地ミッションでは、F-22同様GPS誘導弾の投下のほかJSOWの搭載も可能である。また、左右合計6箇所の翼下パイロンに各種兵装を搭載可能である。航空自衛隊が要求している空対艦ミッションに於いてはAGM-84 ハープーン空対艦ミサイルの搭載が可能であるなど、F-22には無い能力を備えている。

- ウェポンベイは中距離空対空ミサイルとして日本では採用していないAIM-120 AMRAAMの搭載を前提としており、開発時に搭載を考慮されていなかった日本製の99式空対空誘導弾 (AAM-4) は、AIM-120に比べ太く制御翼が大きいため機内に搭載することが難しい。機外のハードポイントにパイロンを使用して装着すれば、ステルス性を維持した状態で運用することができない。この問題に関して、AIM-120を販売し、F-35の兵器システムの大部分を担任しているレイセオンは、F-35の胴体内兵器倉へのAAM-4装着は極めて困難で、機体側の改修は可能だろうが、加えて兵器システム用ソフトウエアの書き換えなどの手間と費用を考慮すれば、実績のあるAIM-120をF-35と共に導入することが合理的との見解を示している。それに対して、ロッキード・マーティンのスティーブ・オブライアン副社長は、長さがほぼ同じであればスペース的な問題は生じず、太さ1インチの差というのは大した差ではなく、装着用アタッチメントを変更するだけで済むので、このことが大きな問題になることはないとの見解を示している（ただし、指令誘導装置J/ARG-1の搭載が必要であるという点や大型の制御翼については触れていない）。これに関してはMBDAのミーティアを共同で改良の上搭載するという案が挙がっている。その後、AIM-120C-7の輸入が行われている。
- 航続距離は増加燃料タンク無しの機内搭載の燃料だけでA型は2,220 km飛行することができる。

開発・生産
- 国際共同開発に参加した場合、当時の厳格だった武器輸出三原則等に抵触する恐れがあるなどの国内の政治的な問題もある。ただし、弾道弾迎撃ミサイルのRIM-161スタンダード・ミサイル3のアメリカとの共同開発を行った前例があるため、特例として参加が認められる可能性がある。これについては、日本経済団体連合会が2009年7月に、戦闘機等、兵器の共同開発に参加できるように武器輸出三原則の見直しを求める提言案を提出している。その後、2014年に武器輸出三原則は大幅に緩和され、各国との共同開発に支障をきたすことはなくなった。長年防衛費の高騰の原因であると指摘されていた武器輸出三原則が改定されたことにより、長期的に莫大な防衛費の節約が可能となるといわれている。ただし、本機の国際共同開発参加には間に合わなかった。
- 開発の遅れにより、価格は当初より高騰中であり、2008年（平成20年）現在のコストは一機約150億円以上とF-15Jのライセンス料込みの生産コストやF-2の価格よりも高価になる。日本不参加の国際共同開発機であるため、F-22以上にライセンス生産の可能性は低いとされていたが、ロッキード・マーティンは「全プログラムをロッキード・マーティンがコントロールできることになれば、F-35を、ライセンス生産を含めて提案することが可能になる」としている。レベル1の参加レベルで最も発言力を有する英国を始め、システム開発に関わる全ての国がライセンス生産を認められていないことから、これまで開発に参画していない日本が当機のライセンス生産を認められるかどうかが問題になっていたが、三菱重工、IHI、三菱電機がそれぞれライセンス生産などに参画することになった。
- 2011年（平成23年）5月現在、開発のさらなる遅れがアメリカ上院軍事委員会で明らかにされた。日本政府の設定した納入期限2017年（平成29年）3月には間に合わない恐れが指摘されていたが、一川保夫防衛相が記者会見において「間違いなく納期に間に合う確約を得た」ことを明らかにしている。

政治・報道
- 2007年8月17日、統合参謀本部議長のピーター・ペースは、東京都内のアメリカ大使館で記者会見し、アメリカ軍として米・英などが共同で開発したF-35を日本のF-Xに推薦する立場を初めて公式に明らかにした。
- 2007年11月7日から3日間、東京都・港区のニューピアホールで開催された第10回日米安全保障戦略会議にてロッキード・マーティンはF-22ではなく、F-35のコックピット型シミュレーターを展示し、同会議に集まった日本の国会議員や防衛産業関係者、防衛省関係者に対して積極的なアピールを行った。
- 2008年6月、アメリカの有力な航空産業雑誌のAviation Weekは本機種が最有力と報じた。また、同年7月チャールズ・デービス空軍少将は、ロイター通信に対し、2008年中に日本政府がF-35の価格、性能などの情報開示を求めてくることを明らかにした。
- 開発中の機体（2009年11月現在）のため、アメリカ国防総省は負担軽減を目的に日本に対して開発参加を呼びかけている。国防長官のロバート・ゲーツが2009年5月に行われた日米防衛相会談の際、F-35の機種名を挙げて日本側に採用を打診していたことが明らかになっている。
- 日本のF-X選定にあたり、日本政府が求めるF-35の性能に関する情報提供料として、米政府は約10億円を要求しており、ステルス性能に関しては購入が決まった段階で提供する意向だとされる
- 2009年11月23日付の共同通信電にて、防衛省は次期戦闘機にF-35を採用する方向で調整に入ったとの報道があったが、翌24日、防衛大臣の北澤俊美は記者会見（8時47分-8時50分）にて、この報道を否定した。
- 2009年12月29日、F-35の国際共同開発に日本が参加することを日米両政府が検討、武器輸出三原則があるため、日本の開発参加は空自向けに限定する方針であると報じられた。
- しかし、F-35の開発がたびたび遅れる事態が発生し、予算超過が相次いで発生したことから、アメリカ空軍向けのF-35の納入を2年遅らせて2015年に延期されただけでなく、ナン・マッカーディー制度（Nunn-McCurdy Provision）の規定（ナン・マッカーディー制度では、開発途上の計画量産単価が15%以上超過した計画はアメリカ合衆国議会に通知するよう定められ、超過25%超で計画中止を議会で決議すると定められたアメリカ国防関連の法律）を大幅に超えることが確実となったため、この制度が提示された場合、F-35の計画自体がキャンセルされる恐れも出てきている。
- 2011年1月18日、外務大臣の前原誠司とルース駐日米大使との間で、F-35の性能情報の秘密保全に関する交換公文に署名した。F-35の性能情報は高度な軍事機密に当たるため、米側は日本に「情報の厳格管理」（外務省筋）を求めており、 それに応じた形となる。
- 2011年1月18日、防衛省は米側に情報提供料を支払うため、2011年度予算案で約6億円の調査費を計上している。
- 2011年6月3日、ロッキード・マーティンのF-35日本キャンペーン担当幹部が、日本が次期主力戦闘機にF-35の購入を決めれば、日本企業に一部生産を委託する意向を明らかにしたと報道。
- 2011年7月23日、ロッキード・マーティンのスティーブ・オブライアン副社長は、F-35が採用されれば、日本にもラインを設立し、日本メーカーと共同で製造ラインを国内に設置し、部材製造や機体組み立てを行う考えを示した。また、1機当たりの価格は米空軍向けとほぼ同水準の「6,500万ドル（約50億7,000万円）を想定している」と発言している。

#### ユーロファイター タイフーン
イギリス・ドイツ・イタリア・スペインの欧州4ヶ国が共同開発した第4.5世代ジェット戦闘機。アフターバーナーなしでのスーパークルーズに対応しており、F-22Aほどのステルス性能ではないものの、RCS（レーダー反射断面積）がF/A-18E/Fやラファールよりも小さいとされる。
BAEシステムズ社が開設した日本語の公式サイトでは、日本独自の防空ニーズに対応できる点、柔軟な技術開示による運用面での優位性とライセンス生産などによる日本の防衛産業への長期的な利益、既に配備されている機体であるためリスクの低さとコスト面での優位を強調していた。（一時期に日本の某匿名掲示板では、EF-2000タイフーンのライセンス生産価格込みの価格が30億円というデマが広がっていた。）一方、ほぼ同時期のインドF-Xにおいて提案された際は、ライセンス生産で1機あたり約230億であった。さらに2015年、クウェートに販売された際の価格は1機あたり350億円になっており、ライセンス生産価格だとさらに跳ね上がると思われる。
機体

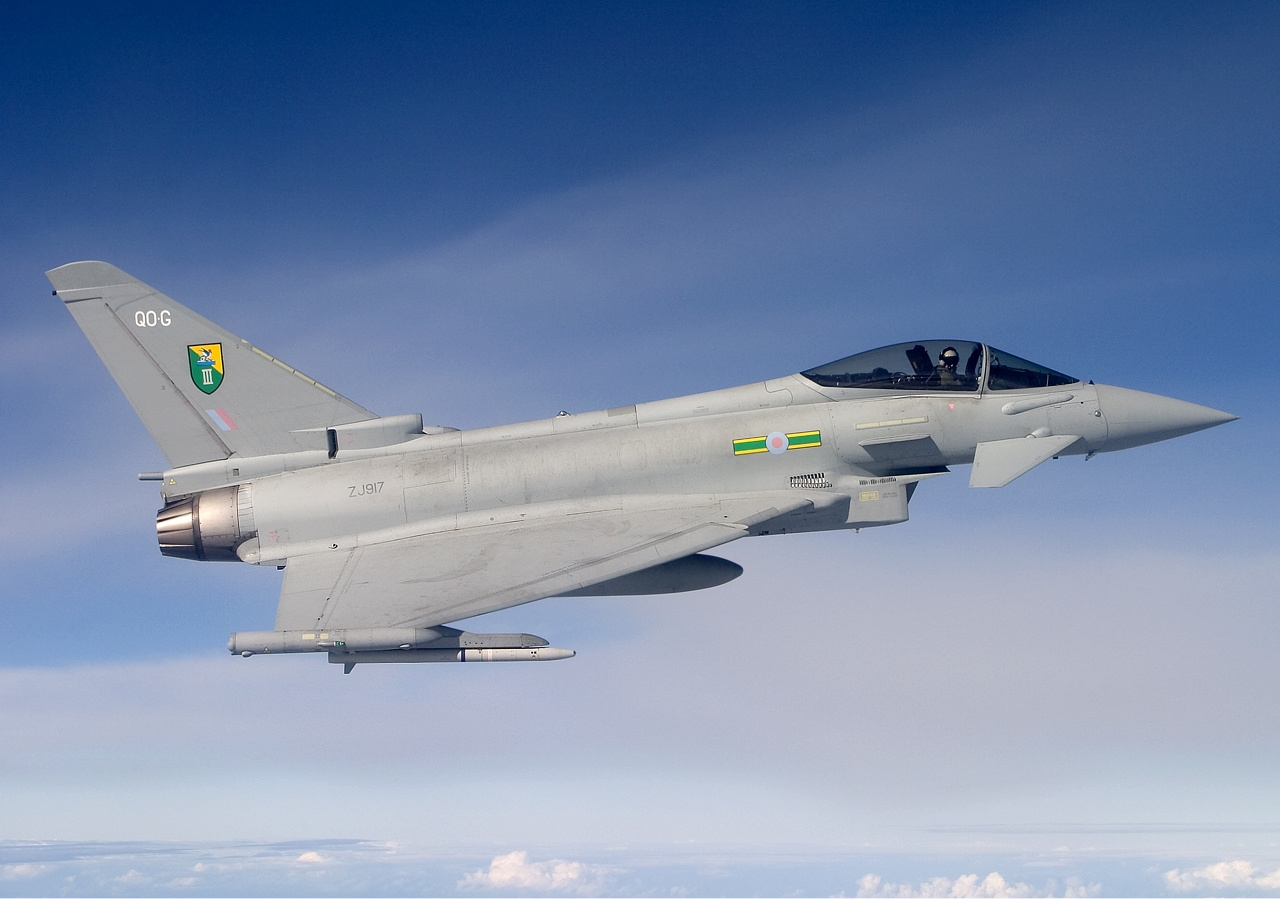
ユーロファイタータイフーン

- 航空自衛隊に導入経験はない欧州機であるが、完全なNATO規格であるため大きな問題はないものとされる。
- 前面のRCSはF-22に及ばないものの電波吸収材の多用によりF/A-18E/Fやラファールよりは小さいとされている。
- 運動性能はF-22に及ばないが、他の候補機であるF-35やF/A-18Eにくらべ若干優れており、迎撃機としての能力も総じて高い。
- アフターバーナーなしでのスーパークルーズに対応しており、全備重量でもマッハ1.3を発揮できる。
- 日本に提案予定のトランシェ3は対地、制空、対艦などあらゆる任務に就くことが出来るバランスの取れた機体とされ、搭載するレーダーも電子走査方式のフェーズドアレイレーダーである。
- 日本に提案されているトランシェ3の開発が遅れている（特にAESAレーダーの開発）。これには受注の関係もあったが、最終的にトランシェ3のテストが行われたのが2018年、搭載量産機の製造が行われたのが2020年であった。
- 空中給油の方式はプローブ・アンド・ドローグ方式であるため、対応する空中給油機を別途用意するか、 既存のKC-767空中給油機を、プローブ・アンド・ドローグ方式に対応する改修が必要である。タイフーンをフライングブーム方式へ改造した場合、受油口を機体上面に設けるとエアブレーキがフライングブームと干渉する可能性も考えられ、エアブレーキの位置変更で対応することもありうる。
- 予想される機体コストは過去販売実績よりも下がる予定であるとされる。
- メーカーが確約している搭載機器の変更やライセンス生産の許可などにより、従来よりも日本国内への経済効果が大きいとされている。

運用
- BAEシステムズでは、日本の広い領空をカバーできる運用能力と、導入国における領空監視任務での実績を強調している。
- 空対艦ミサイルを最大6発搭載でき（なお2018年現在搭載できていない）、しかも同時に外部燃料タンクと6発の空対空ミサイルを積載できる為、遠距離の海上脅威に対する任務遂行中に航空脅威に遭遇しても十分対応できる能力を備える。
- イギリス防衛評価研究所の試算をもとに、改良型Su-27（Su-35(初代)相当）と撃墜/被撃墜（キルレシオ）で比較するとタイフーンは3～4.5となる。
- 一部のメディアではタイフーンが欧州製であるため、アメリカ軍との共同作戦が難しいといった誤った報道があるが、多機能情報伝達システム（MIDS）の端末を搭載しており、北大西洋条約機構の新しい標準的戦術データ・リンクであるリンク 16（TADIL J）のネットワークに参加することができる。リンク 16は、海軍用のリンク 11と空軍用のリンク 4を統合する新しい規格であり、航空自衛隊やアメリカ軍の作戦機、早期警戒管制機、地上レーダーサイトに加えて、イージス艦や航空母艦、パトリオット地対空ミサイル部隊など他軍種の部隊との情報共有をも実現するもので、その情報を元に効率的な統合作戦行動を可能とする。

開発・生産
- BAEシステムズは、アビオニクスをはじめとする日本国産の電子機器類の搭載や、日本独自の誘導弾等への対応と、F-22やF-35などと違いライセンス生産までも認めるなど、競合機と比べてかなり柔軟な売り込み姿勢が採られている。
- 国産機器が搭載可能であることは、アメリカ製機器のコストの高さやアメリカ側の輸出規制等の問題の影響を受けないという点でアメリカ機よりも有利と受け取れる。メーカー側でも運用コストの低さを強調している。
- アビオニクス等については国産品が使用できる上に大幅な改良が許容されるため、自由度に関しては他機種より比較的有利。そのため、先進技術実証の結果を一番反映しやすい機と言え、裏を返せばメーカー側も、数十機の大型発注のみならずライセンス料と技術面のフィードバックでメリットがあるとも言える。が、搭載した機器の情報をBAE側に公表する必要がある為、日本と領土問題などで対立している国々に対する技術の漏洩などの可能性がある。
- BAEシステムズと三菱重工業がユーロファイターの生産ライセンス供与について交渉中であると、ロイター通信を引用する形で報じられた。

政治・報道
- BAEシステムズ社のマーケティング資料では、本機が米国製F-22には空戦能力の点では劣ると認めた上で、F-22とF-35の両機それぞれの得意分野である空中戦闘能力と対地攻撃能力の両方を1機種でカバーできる、フォース・ミックスの観点でも優れた戦闘機として各国軍への宣伝を行なっている。
- BAEシステムズは2008年（平成20年）国際航空宇宙展で「日本とはライセンス生産を前提とした提案活動を行っている」と発表した。またこの時、ブラックボックスも設けないことを明らかにしている。さらに会場で配られた資料によれば、三菱重工業・三菱電機・IHI(旧石川島播磨重工業)とライセンス生産に向けた話し合いが行われていると明記されている。
- 英フィナンシャル・タイムズが2008年8月に報じた、『英国では財政難により、予定数のタイフーンを購入する予算の目途が立たなくなった。既に144機を発注しているが、開発計画参加国としてさらに88機を購入する義務がある。これをキャンセルする場合、莫大な違約金の支払い義務が生じる。そのため、英国防省は、発注分のうち数十機を日本やサウジアラビア、インドに対し肩代わり購入をもちかけている。』について、ユーロファイター側では、『2005年3月までに生産されたトランシェ1の148機に続き、トランシェ2の236機の製造と並行してトランシェ3契約交渉を行っている。』とした上で、幾つかの国が関心を示していることから、こう言った報道が行われたのではないかとしている。
- 2011年2月2日に、在日英国大使館におけるユーロファイター説明会において、デイビッド・ウォレン駐日英大使は、「ユーロファイターは米軍との定期的な合同演習で完全な相互運用性が実証されている」と述べ、同機が米軍との相互運用性で問題が無いことを、英国政府として公式に認めている。
- 元イギリス空軍参謀長で、現在はBAEシステムズの上級軍事顧問グレン・トーピーは、ユーロファイターの長い航続距離や高高度の戦闘能力をアピールした。また、ユーロファイターのライセンス生産を認める方針を明言し、戦闘機の製造能力を維持したい日本の防衛産業にも配慮を見せた。
- 中国国防部科技情報網がまとめた情報によると、BAEシステムズの幹部の話として、日本の工業界への比較的高い割合の貿易補償のほか、ソースコードを含む多くの技術移転を提供する内容を盛り込んだという。

#### F/A-18E/F
アメリカの航空機メーカー、マクドネル・ダグラス社（現ボーイング社）が開発した第4.5世代ジェット戦闘機。同社のF/A-18A/B/C/D ホーネットの改良型で、亜音速域で良好な運動性を持つ。APG-79AESAレーダー等の最新アビオニクスが搭載されている。アメリカ海軍のほか、オーストラリア空軍でも採用されている。選定時にアメリカが交渉を継続している2機種の戦闘機のうち、開発が完了し実戦配備されていた機体。
なお、F/A-18A/Bは諸コストの高さでFS-X商戦で敗れている。
機体

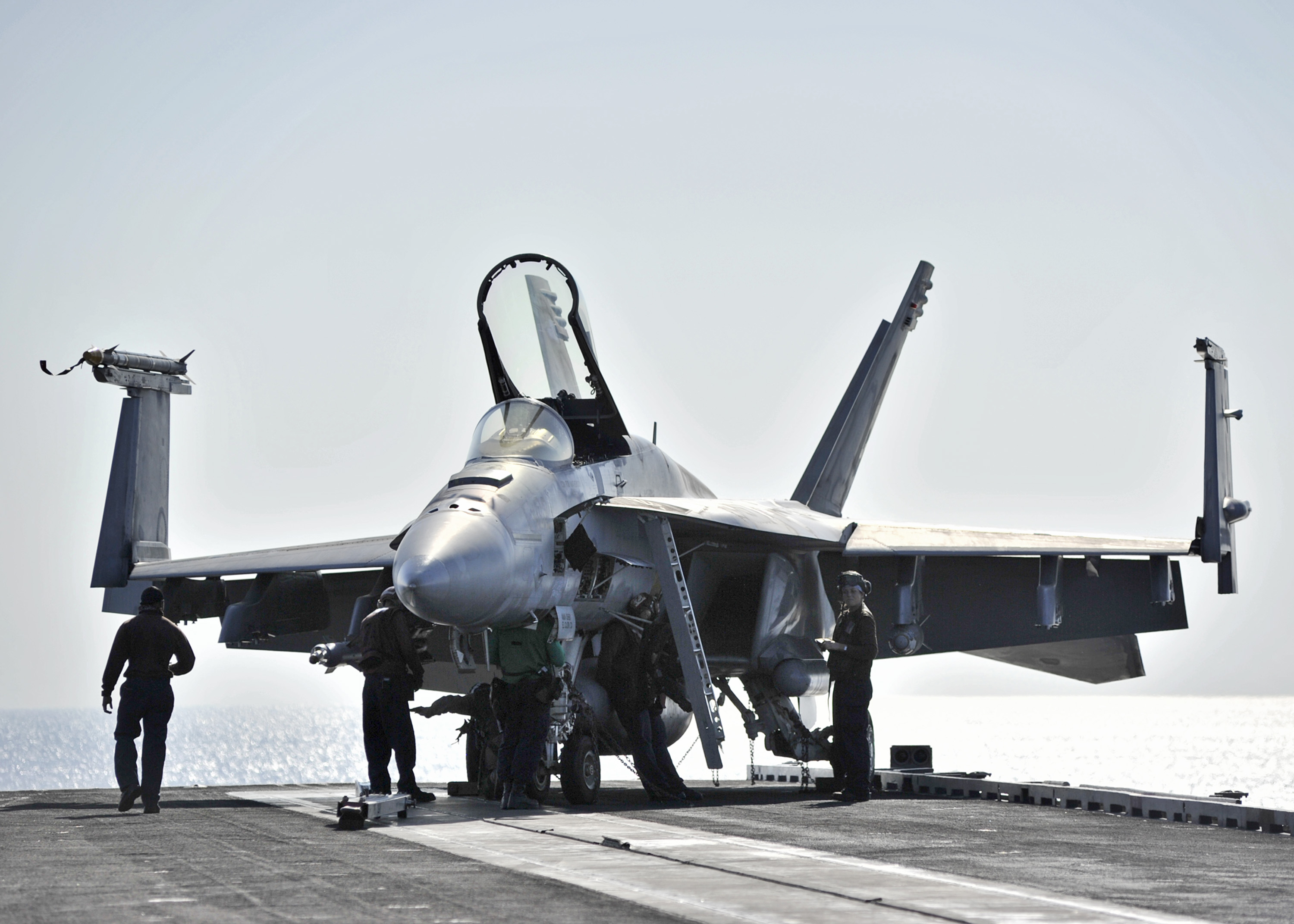
F/A-18E スーパーホーネット

- 航空自衛隊にとってF-4EJ戦闘機で導入経験のある艦上戦闘機であるが、航空母艦などの着艦絡みの設備を必要としない航空自衛隊の機体としては、折り畳み翼、強化された降着装置といった不要な装備がある。また、これに関する再設計も艦上戦闘機採用時のコストの高さの一因になっている。
- F/A-18C/Dを改良・大型化したもので、多岐に渡る改修の結果、C/D型とE/F型の共通部品は僅か1割程度となっており、実際には別物と言っても過言ではない程の再設計がなされている。
- 搭載されているGE製F414-GE-400エンジンは、以前より騒音が問題とされてきた従来型F/A-18A-DのF404エンジンよりもさらに騒音が大きく、採用している米国内でも公害として問題となり訴訟や騒動が起きた前例がある。
- 加速力・上昇率・最高速度等、機動性能の主な指標において他の候補機に劣るため、邀撃機としての運用に不安が残る。
- F-14, EA-6B, S-3B、F/A-18A-Cの4機種の後継機であるマルチロール戦闘機。
- 実質的に米軍唯一の電子攻撃機であるEA-6Bは、F/A-18Fを元に開発されたEA-18Gによって置き換えられる。
- 空中給油装置がプローブアンドドローグ方式であるため、KC-767空中給油・輸送機のフライングブーム方式とは合わない。そのため、フライングブーム先端に取り付けるドローグアタッチメント（アタッチメントで簡単に変更できる）を追加発注するか、イタリア空軍のKC-767Aのように機体にドローグ給油装置を取り付け両方式仕様に改造する必要がある。もっとも、KC-767以外にも航空自衛隊はプローブアンドドローグ方式で空中給油が可能なKC-130Hも保有しており、こちらからの空中給油は可能である。
- 本機は候補機種の中で唯一、専用の給油装備を使っての他機種への空中給油能力（バディ&バディ方式）を持っており、艦上戦闘機として多目的に機能を果たせる様に設計されている。

運用
- 長期間の運用実績があり幾度となく改修されたF/A-18ではあるが、旧F/A-18（初飛行は1978年）の原型機にあたるYF-17の初飛行が1974年（昭和49年）6月9日、初期設計は1960年代半ばに遡る。2008年時点において登場から約30～40年もの歳月が経っており、これから数を増やすであろう第4.5世代ジェット戦闘機やF-22や開発中のSu-57など出現の始まった第5世代ジェット戦闘機に対して優位を保てるか疑問である。
- 高い爆撃能力と高性能レーダーによりあらゆる戦闘に対応し多様な兵器運用能力もち、高いマルチロール(多目的任務遂行)性を持つ。

1. AGM-88 HARMに代表される対レーダーミサイルの運用が可能なため、昨今の自衛隊が求める策源地攻撃能力や敵防空網制圧に対応する。
2. AGM-84空対艦ミサイルを最大4発搭載可能だが、その場合は戦闘行動半径[注 13]が極端に小さくなる。（F-2の戦闘行動半径が空対艦誘導弾4発を装備した状態で450海里(約833km)を有することから、それはさらに顕著である。）

開発・生産
- 24機のF/A-18Fの購入を決定したオーストラリア空軍は次のようにスーパーホーネットを表現している。「空軍の既存のF/A-18A/Bクラシックホーネットと似通っているが、新戦闘機はステルス性、大型化された機体、より強力なエンジン、増加された兵装および燃料ペイロード、先進アビオニクス、最新のレーダーを特徴とする」。
- 在日米軍はアメリカ海軍第5空母航空団（厚木基地）やアメリカ海兵隊第1海兵航空団（岩国基地）などF/A-18シリーズを運用する部隊が存在するため有事の際は整備部品や兵器などの融通ができる。また、日本に展開するF/A-18部隊は整備を日本企業に頼ってきた部分が多いので、運用のノウハウがまったくないわけではない。
- 2011年（平成23年）6月29日、ボーイング社はスーパーホーネットの製造工場を日本の報道陣に公開、エンジンや燃料タンク、兵器の格納部分に日本独自の改良を加え、高性能化できる点をアピールした。

政治・報道
- 2010年5月14日にアメリカ国防総省は124機のF/A-18E/F並びにEA-18Gを4年間に渡り購入する複数年契約を認証した。
- 2011年2月2日に、ボーイング・ジャパン社における説明会で、F/A-18E/F Block 2の最新モデル『インターナショナル・ロードマップ』のモックアップの写真を公開。

#### 候補機の比較
機種選定時点の候補機の比較（あくまで参考であり搭載される電子機器やエンジンは交渉により変化する可能性はあった。）
|                      | F-35A                       | タイフーン                | F/A-18E/F               | F-2A/B（比較用）                  |
| -------------------- | --------------------------- | ------------------------- | ----------------------- | --------------------------------- |
| 三面図・線画         |                             |                           |                         | （F-16との比較）                  |
| 初飛行               | 2000年                      | 1994年                    | 1995年                  | 1995年                            |
| 運用状況             | 2016年～現役                | 2003年～現役              | 1999年～現役            | 2000年～現役                      |
| 価格                 | 86億円以上 （米軍調達価格） | 40億円 （開発国調達価格） | 40億円 （米軍調達価格） | 約120億円 （一括調達で約100億円） |
| エンジン数           | 単発                        | 双発                      | 双発                    | 単発                              |
| 全長                 | 15.70 m                     | 14.90 m                   | 18.38 m                 | 15.52 m                           |
| 全幅                 | 10.67 m                     | 11.00 m                   | 13.62 m                 | 11.13 m                           |
| 全高                 | 4.60 m                      | 5.30 m                    | 4.88 m                  | 4.90 m                            |
| 空虚重量             | 12,426 kg                   | 10,995 kg                 | 14,007 kg               | 9,527 kg                          |
| 最大推力（A/B使用）  | 18,144 kgf                  | 9,178 kgf × 2             | 9,979 kgf × 2           | 13,381 kgf                        |
| 最大速度             | M1.7                        | M2.0                      | M1.8                    | M2.0                              |
| 戦闘行動半径         | 1,092 km                    | 1,389 km                  | 1,231 km                | 840 km（対艦攻撃時）              |
| 実用上昇限度         | 19,240 m                    | 19,800 m                  | 15,25 0m                | 機密                              |
| スーパークルーズ     | ○                           | ◎                         | ×                       | ×                                 |
| 乗員                 | 1名                         | 1名/2名                   | 1名/2名                 | 1名/2名                           |
| ステルス性能         | ◎                           | △                         | △                       | △                                 |
| ハードポイント数     | 最大11ヶ所 ステルス時4ヶ所  | 13ヶ所                    | 11ヶ所                  | 13ヶ所                            |
| 日本製誘導弾への対応 | ×                           | △（改造許可）             | △（改造許可）           | ◎                                 |
| ライセンス生産       | ○                           | ◎                         | ○                       | 国産                              |

### 候補脱落機等

#### F-22A・F-22J-Ex
アメリカの航空機メーカー、ロッキード・マーティン社が開発した世界初の第5世代ジェット戦闘機。圧倒的なキルレシオを持ち、高いステルス性、スーパークルーズ性能を持つことから、「航空支配戦闘機」とアメリカ軍が名付けた戦闘機/戦闘攻撃機。高機能であるため防衛省・航空自衛隊は熱望していたと言われるが、高機能に伴う高い価格や政治的課題を解決できていなかった。
また高額な製造・維持コストがかかるにもかかわらず、イラクやアフガニスタンなどアメリカが直面する戦場では活躍の場がなく、国防予算がひっ迫する中で米政府は当機種の製造中止を決定したため、米政府が政策変更を行わない限りF-Xとして選定される可能性は無かった。
機体

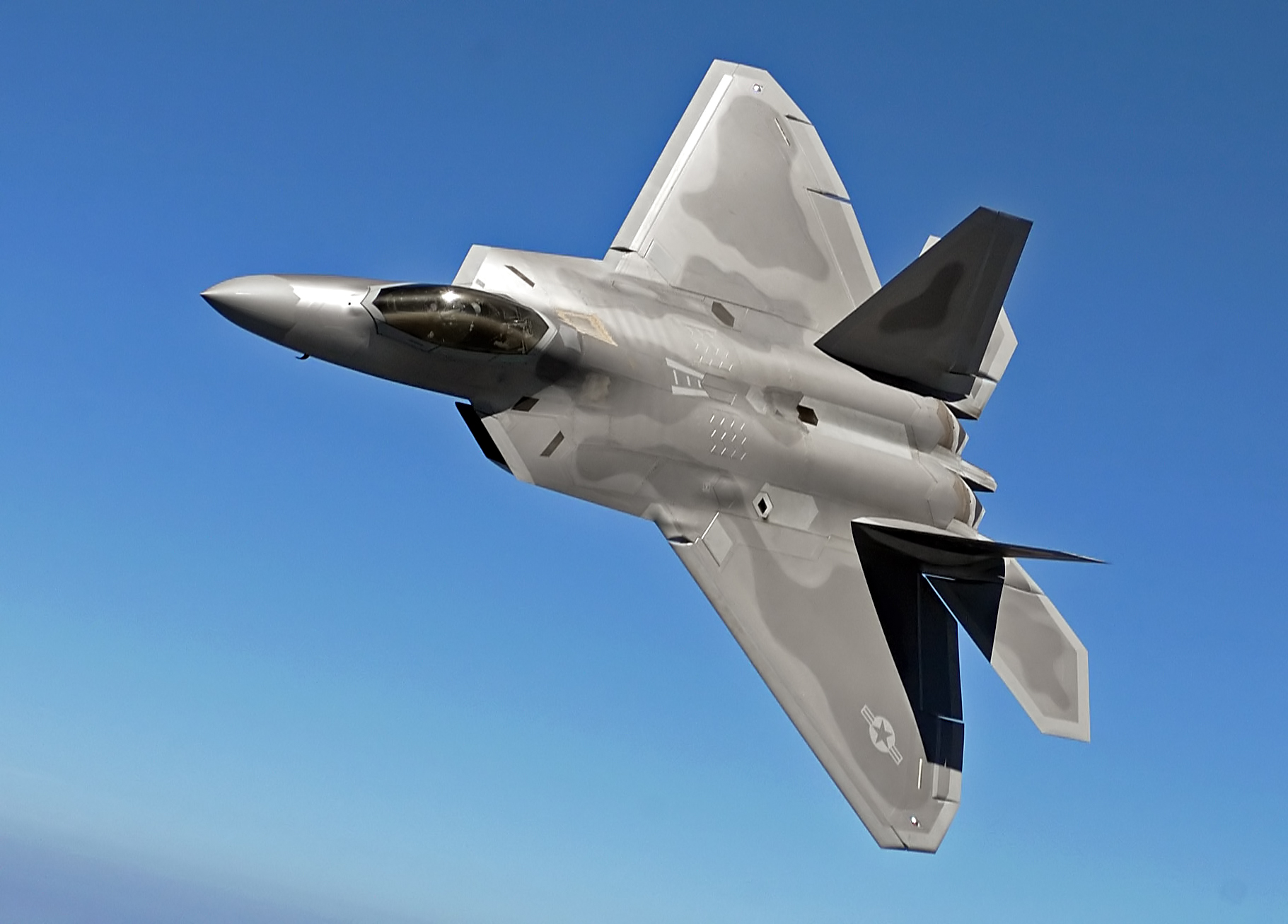
ラプター F-22

- 他の候補と比較しても圧倒的な戦闘能力を持ち、ロッキード・マーティン社からの売り込みもあり、日本政府は有力候補として、アメリカ側に輸出解禁を求めている。
- 政府、省レベルでは、候補のひとつに過ぎない扱いではあるが、空自の現場サイドでは、現状で単機対10機を大幅に超えるキルレシオ、第4世代ジェット戦闘機の約3倍の戦力（単純計算で敵機3機に対し、1機で対抗可能）という絶対的な能力故に、かつて唯一の候補と考えられていた。しかし輸出仕様の性能はF-35程度にされるという一部報道もあり、実際に期待しているだけの戦力になるのか疑問視されている。
- 日本にとって初のステルス機であるだけでなく、実現すれば現状では米国以外で初となるため、保有には単なる最新鋭機導入以上の意味、価値があるとの声も内外から出ている。

運用
- F-22Aはアメリカ空軍仕様。F-22J-Exはロッキード・マーティン社が輸出禁止措置を考慮し立案した航空自衛隊仕様（所謂モンキーモデル）であり、F-22Aに比べ性能面で劣る。
- 高価であるといわれているF-15J以上に価格が高い機体（単体で約170億円）であるため、たとえ将来価格が下がったとしても、必要数をそろえ運用するにはライセンス料による機体単価の高騰や、ステルスコーティングや一体型のパーツなどによる機体メンテナンスコスト（実際これが一番価格が嵩む要因である）も含め今まで以上に莫大な費用がかかることになる。
- 旧来の普通の戦闘機に対して強いといわれる当機であるが、電子戦機材を積み、高出力レーダー、赤外線センサーなどで能力向上策を施している第四世代機に対して、どの程度の強みがあるかは全く不明。
- 日本政府は、国内航空産業の製造・技術基盤の維持という観点から、機体のライセンス生産が望ましいとしているが、米政府内に技術流出（及び、自衛隊における情報流出）を危惧する声があるため難しく、完成品輸入の場合、部品の調達や技術情報の制限から稼働率が大幅に低下する可能性がある。
- 国産機器である99式空対空誘導弾や04式空対空誘導弾を搭載するには、対象となるミサイル、F-22、どちらかの機体改造が必要となるが、F-22側の改修はコストはもとより技術的側面からも困難である上、技術流出の観点などから米側が認めない可能性がある。また、空対艦ミサイルが搭載できない。
- 1時間の飛行に対し、30時間のメンテナンスと44,000ドル以上の費用を必要としていた。また、平均1.7時間飛行するごとに重大な障害が発生するとも言われている。
- 過去において米軍で行われたEA-18G電子戦術機との模擬空中戦において、EA-18GにAIM-120で撃墜されたと判定され、敗北した。

政治・報道
- 現在、アメリカの国防予算にはF-22Aの海外輸出を禁止する付帯決議があるため、これが撤回されないかぎり取得することはできない。しかし、ロシア、中国などが次世代機を大幅に配備しているため、現在のアメリカ空軍の配備予定数を超えた発注が必要と2008年7月22日のアメリカ合衆国上院軍事委員会で次期空軍長官M. ドンレイと次期空軍参謀長ノートン・シュワルツ空軍大将は証言した。それには2010年11月で閉鎖する予定の生産ラインを維持する必要が生じる。このため、空軍の新規発注までのつなぎとして輸出型のF-22を生産することも考えられる。
- イラク情勢や今後のアメリカ軍の再編次第でF-22の生産が左右されるとされてきたが、2008年アメリカ合衆国大統領選挙でバラク・オバマが当選しF-22の調達の抑制を指示したことから、生産ラインの閉鎖の可能性が高くなった。2008年12月末にはF-22Aを候補から外したこと、2009年4月にはF-22の新たな発注を見送る方針を米国防総省とロバート・ゲーツ国防長官が表明。近く生産中止に追い込まれる可能性が濃厚になったことから、本機の導入はほぼ絶望的と見られる。
- 2009年4月北朝鮮のミサイル発射実験、2か月後の地下核実験の強行を受け、アメリカ合衆国下院で日本への輸出解禁の動きが活発になっている。2009年6月25日、米下院はF-22増産のための初期費用や日本への輸出仕様機の検討を求める条項が含まれた2010年度国防予算の大枠を決める総計5,504億ドルの国防権限法案を圧倒的な賛成多数で可決した。同法案には与党民主党からも多数が賛成に回った。一方、上院軍事委員会もこの日可決した同法案で下院と同様の条項を盛り込んだ。オバマ政権は上下両院で可決された場合には拒否権を発動する方針を示していた。これに対し米上院は、2009年7月21日オバマ政権の方針に同意する形で、日本への輸出仕様機の検討を含んだF-22増産のための追加費用1,750億ドルを求める条項を58対40で否決した。
- 2009年9月10日、米上院は2010会計年度国防歳出法案にF-22の輸出仕様の研究費を盛り、可決した。F-35を日本に勧めている国防総省が輸出仕様を研究した場合、輸出仕様の性能はF-35よりも劣る可能性もあると一部で報道され、過去には国防総省ではない外部にも輸出仕様について調べさせるべきとの動きもあった。
- 2009年12月16日、米下院はF-22輸出仕様についての調査、研究を可能とする国防歳出法案の修正案を賛成多数で可決した。

#### F-15FX
アメリカの航空機メーカー、マクドネル・ダグラス社（現ボーイング社）が開発した第4.5世代ジェット戦闘機。F-15をベースとした戦闘爆撃機・F-15Eを対空戦闘を重視して再々設計し高機動化した機体で、ボーイング社より提案された。航空自衛隊での運用については不安が一番少ない機体ではあるが、基礎設計が最も古い機体である。2011年に行われた防衛省への最終申込において、ボーイングはF-15FXを提案せず、候補から脱落した。
機体

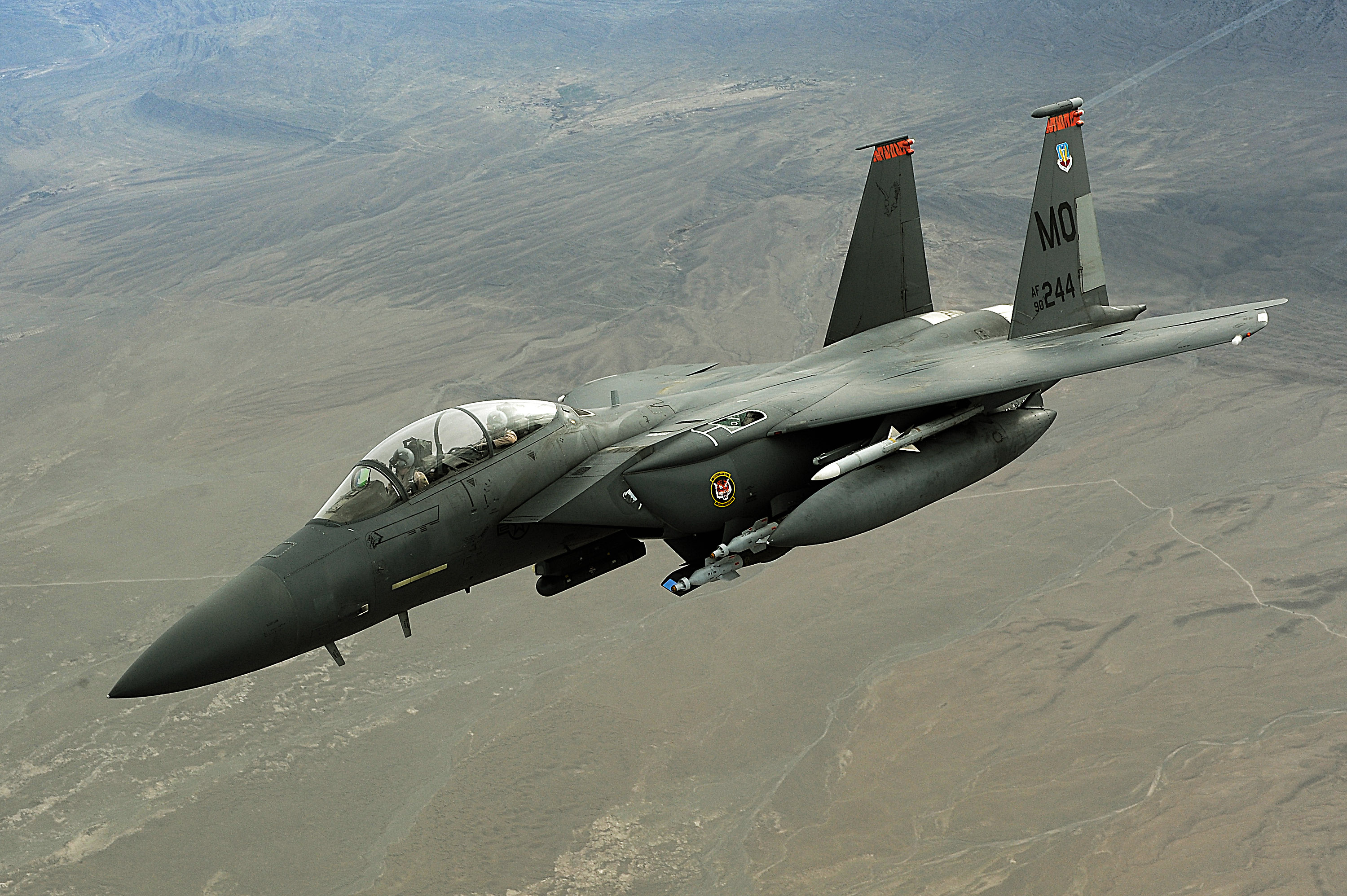
F-15E

- F-15Dと外形はほぼ同じだが、設計変更によって内部構造の6割が再設計になっている等、共通点は少なくなっている。
- ベースのF-15Eは戦闘爆撃機として設計されており、燃料・武装搭載量の多さから、空対地戦闘では圧倒的な実力を発揮する。
- 16,000時間（現行F-15Jの場合は半分の8,000時間である）という非常に長い耐用寿命を持つ。
- F-15Jとは違い複座型が基本であるため、WSO（兵器技術士官）を搭乗させる必要があり、人件費及び訓練に関してのコストが他機と比較して高くなってしまう。もっとも現行のF-4EJ改も複座であるため、さほど問題になる事項ではなく、ボーイングからは日本の運用状況によっては「単座型の開発は可能（元々オリジナルで単座型の生産計画があった）」との提案が出ている。
- プロセッサをAN/APG-79と同等のものにしたAN/APG-82(V)1を搭載するとしている。このレーダーはAESAレーダーであり、航空自衛隊のF-15Jで使用されているAPG-63の大幅改良版である。F-15Jの旧来及び改修I型のAPG-63及びAPG-63(V)1は、プレナー・アンテナ式パルスドップラーレーダーであり、(V)2以降は、レーダーにECM能力が付与されている（レーダー内蔵の高出力マイクロ波電界吸収の効果で、相手側のミサイル誘導能力を無効化出来る）。これに加え、早期警戒管制機による防空体勢が整備されている日本にとって、データリンクによる目標誘導が可能という点においても、非常に有利である。
- 韓国空軍もF-15EをベースとしたF-15Kを導入している（ただし、日本提案型はAN/APG-82(V)1であり、F-15Kに搭載されているレーダーは、プレナー・アンテナ式パルスドップラーレーダーのAN/APG-63(V)1である（v3型への改修は可能である）。加えて韓国軍は早期警戒管制機による防空体勢が無いため、性能はF-15FXの方が高いということになる）。

運用
- F-15Jに比べF-15Eは空対地任務に対応するため、搭載機器に大きな違いが生じている。このため、空虚重量が大幅に増大しており翼面荷重は確実に増大することから、空対空戦闘では機動性の低下が問題となる可能性がある。また、『新型のPW F100や同世代型のF100より、中低高度での飛行に適したGE F110エンジン等、F-15J以上の戦闘力を得られるという利点もある』との説もあるが、パワーウエイトレシオ（機体重量とエンジン出力の比率）はどちらも1.45前後であり、大きな優位は無い。
- グラスコックピットの一部やJHMCS（04式空対空誘導弾のみ対応）等については、F-15Jの近代化改修によっても得られる能力であり、F-15Eをこれから新規導入するよりは、F-15Jに近代化改修を行う方が先決ではないかという意見が存在する。
- F-15J/DJが不具合等で飛行停止措置がとられた場合、同系統であるF-15FXも飛行停止になる可能性がある。もし残るF-2も飛行停止になれば、防空任務に就ける機体がなくなるため、別系統の3機種が最低でも必要とする意見が自衛隊内にある。

政治・報道
- 韓国空軍の2020年代の運用開始を前提としたF-XX計画向けに、アラブ首長国連邦向けに提案されていたF-15Uと同じF-15の水平尾翼の廃止を含めた大規模発展型が提案されており、この計画が実現した場合に早期の陳腐化は免れない（ただし韓国は2014年以降にF-35を導入するとされているので、どちらにしろ（電子戦の問題を除けば）戦力差が付いてしまう恐れがある。もっとも、開発参加国に優先して引き渡される上、開発に遅れが出ている為、最低でも2018年以降になるとの指摘もある）

#### F-2
日本のFS-X計画によってアメリカのF-16をベースに開発された、航空自衛隊の第4.5世代ジェット戦闘機。F-X導入までのつなぎの機体として候補に挙がっていた。
機体

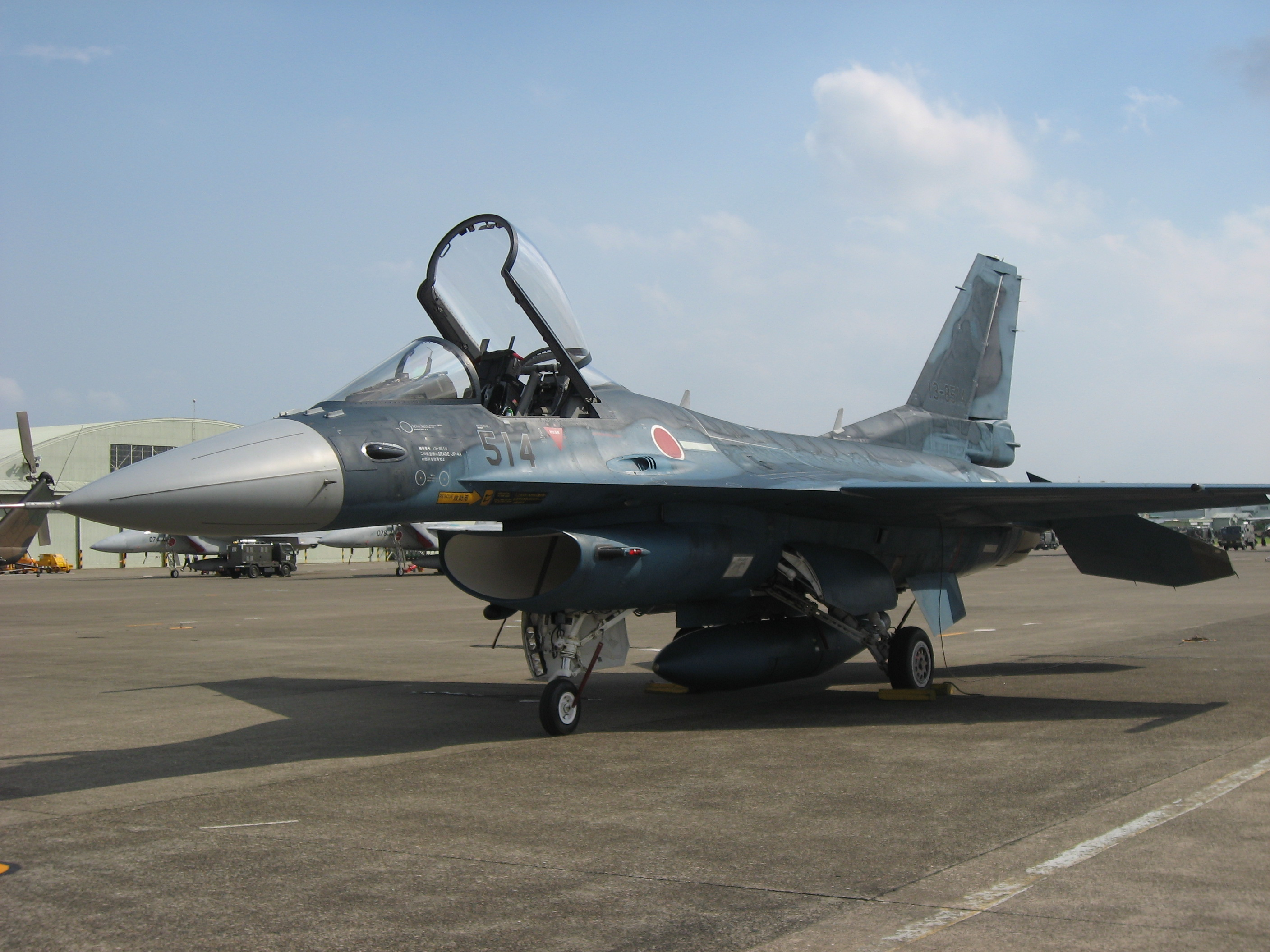
F-2A

- 空対艦誘導弾を4発携行可能であるなど、他の機種と比較しても抜群の対艦攻撃能力を持つ。
- F-16を基にした小型の機体故に能力向上の余地が小さく、今後航空優勢を維持できるかに疑問が残る。ただし、レーダーの探知距離、処理能力の向上や99式空対空誘導弾の搭載により制空能力が格段に向上した。
- 高額な機体（開発経費含め1機約120億円一括調達でも一機100億円）となっており、候補とされる他の機種と比較して、価格面及び条件面での優位性に疑問が残る。

運用
- 93式空対艦誘導弾×4、90式空対空誘導弾×2、600ガロン増槽×2を搭載した状態での戦闘行動半径が450海里(約833km)と長く、航空自衛隊の基地航空祭では大バンク角での旋回などから対艦形態でも高い機動性を維持していることがうかがえる。

開発・生産
- 自国製の為、改修や能力向上などに制約は掛からないが、F-16を基にした日米共同開発機の為、機体を製造する度にアメリカへ開発経費（1機約47億円）を支払う必要がある。
- 開発当初は小型の支援戦闘機（実質は攻撃機）として設計されながら、搭載レーダーJ/APG-1の改良や、AAM-4、JDAM（GPS誘導爆弾）、外装型赤外線前方監視装置 J/AAQ-2等の搭載能力追加が行われ、マルチロールファイター（多用途戦闘機）として進化を続けている。
- さらなる本機の能力向上のための研究開発も進行中であり、新空対艦誘導弾（ASM-3）の開発、自衛隊デジタル戦闘システム（JDCS(F)）の開発 、3次元高精度方探システムの研究、FCSレーダーの高機能化等の研究開発が進められている。
- 本機の生産はすでに終了し工場のラインも閉じており再生産するとなると、国内メーカーや米国との交渉、生産を分担するロッキード・マーティンに対して再生産またはライセンス生産の交渉などの煩雑さ考えれば再生産の利点は少ない。

政治・報道
- F-2の共同開発元であるロッキード・マーティンは2004年の国際航空宇宙展にて、F-2の能力向上案（マルチロールファイター化）としてF-2 Super Kai（F-2スーパー改）を提案しているが、発表以後の進展はない。
- 現在でも調達は続いており、2008年12月に日刊航空通信が「官民の一部関係者の間では、現在生産中のF-2戦闘機の性能向上型を推すべきとの意見がある。」と報道した。
- 他候補機をライセンス生産する場合、F-4のみの置換えでは高価格化する恐れがあり、新機種となれば教育体系の整備・変更や人員の育成などにも費用と時間がかかるため、その点で本機が有利になる可能性がある。
- 一部報道によると、F-Xの遅れにより、防衛省は20機程度の追加発注を検討していることが報じられたが、その後候補機から落選したことが報じられた。

#### ラファール
フランスの航空機メーカー、ダッソー社が開発した第4.5世代ジェット戦闘機。元々前述のユーロファイターの共同開発に加わっていたフランスが、諸事情（艦載機能力の付与、自国製エンジンの採用など）により脱退して独自開発した機種である。
機体

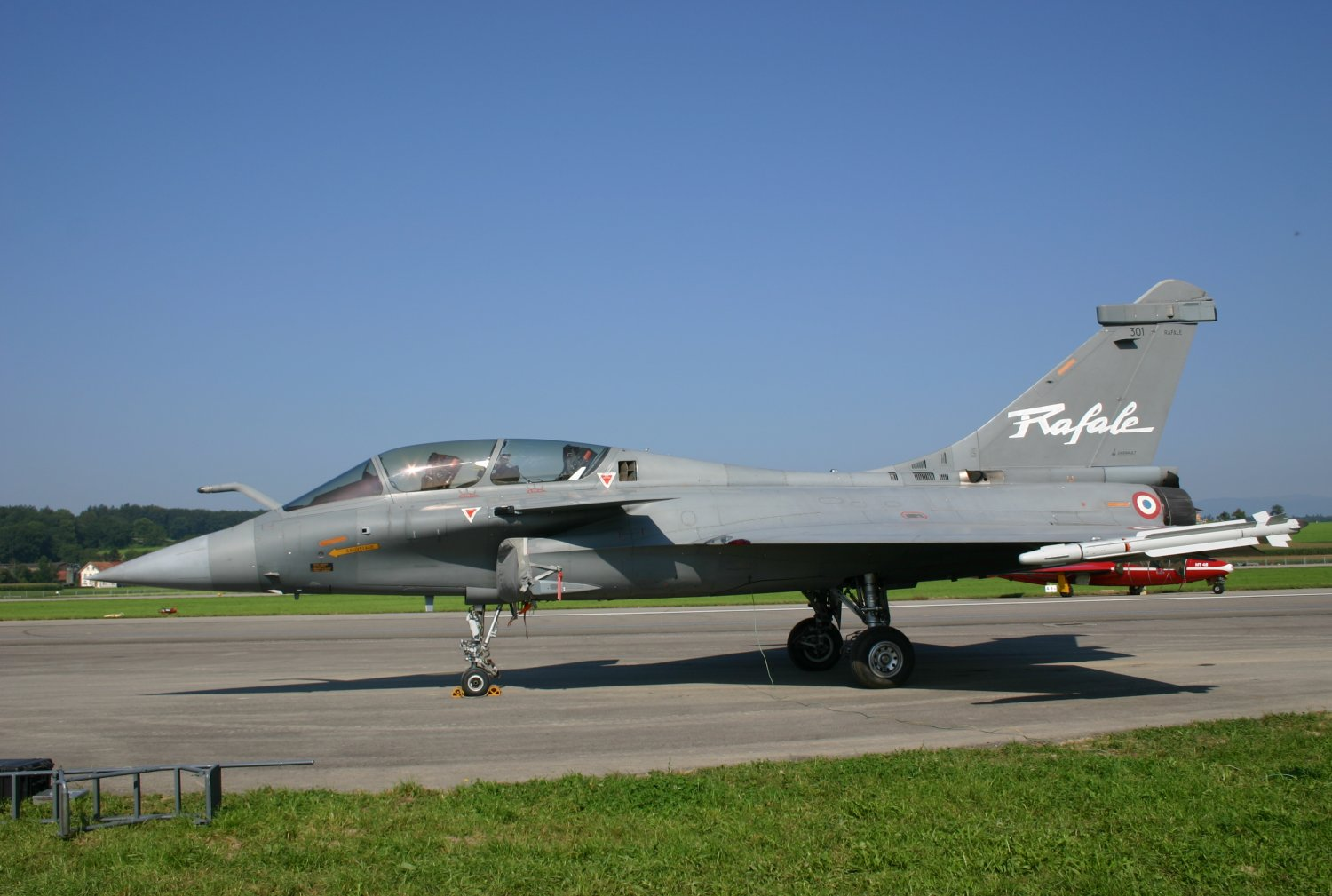
ダッソー ラファール

- ユーロファイター同様、これまで航空自衛隊に導入経験のない欧州機である。
- アフターバーナーなしでのスーパークルーズに対応しているが、RCS（レーダー断面積）はユーロファイターより大きい。

運用
- 性能面で、今後航空優勢を維持できるかに疑問が残る。
- ダッソー社が「採用の可能性が低い」として当初からF-Xへの提案自体をしていないため、採用することができない。

## 今後のF-X

### F-2の代替
保有するF-2(FS-X)は約30年の運用寿命（基準機体寿命6,000時間）で設計されており、2030年代に退役が始まる見通しである。政府としては後継機として国産・国際共同開発・輸入の3案を検討していた。
- 国産案としては、先進技術実証機X-2やXF9の各種研究・開発により得られたデータを元に新型ステルス戦闘機『F-3』を開発する計画があるが、数兆円の開発費が必要となり財政負担が大きいとされた[83]。
- 国際共同開発案には数社が名乗りを上げており、2018年7月時点ではロッキード・マーティンが提案するF-22の機体にF-35のアビオニクスを搭載する混合型機、ボーイングが提案するF-15をベースとした機体、BAEシステムズが提案するユーロファイター タイフーンをベースとした機体があり、この中でもロッキード・マーティンの案が本命とされていたが、高額すぎるとの指摘もあった[84]。
- 輸入案については既存機を自衛隊向けに改修するため財政負担は少なく導入時期の見通しも立てやすいが、性能面での優位性は小さいとされた[85]。

防衛省は2016年7月にライフサイクルコストを含めて全体で約4兆円規模となる次世代戦闘機の入札の準備に入り、最終決定は2018年夏頃を見込んでいるとされていた。
2018年12月18日、閣議により新たな防衛計画の大綱と中期防衛力整備計画が決定され、中期防の中で「将来戦闘機について、戦闘機（F-2）の退役時期までに、将来のネットワーク化した戦闘の中核となる役割を果たすことが可能な戦闘機を取得する。そのために必要な研究を推進するとともに、国際協力を視野に、我が国主導の開発に早期に着手する。」と明記され、国際協力の可能性も含めた日本主導の戦闘機開発が決定した。海外機案は技術上・価格上のメリットが薄いとされ、国内企業が主導する開発方針となった。
そして、2019年（令和元年）12月に公表された「我が国の防衛と予算 令和2年度予算の概要（案）」において、「我が国主導の次期戦闘機の開発」として戦闘機システム全体の初期的な設計作業に着手するために、開発初年度となる令和2年度防衛予算に111億円を計上することが公表された。また同時に防衛装備庁長官官房に「装備開発官（次期戦闘機担当）」を新設することが公表された。
防衛省は、米ロッキード・マーティン社によるステルス戦闘機F-22とF-35をベースにした"ハイブリッド機"の提案を断り、あくまで日本主導の新型機開発を目指している。米英両国との技術提携も検討されていたが、2020年12月、防衛省はロッキードとの提携を行っていくことが明らかとなり、F-2開発同様、米国のみと提携することで技術情報の米側によるブラックボックス化が懸念された。しかし2022年5月、一転してBAEシステムズとの共同研究開発事業とする方針で調整に入った事を、複数の政府関係者が明らかにしている。同年12月9日、日本、イギリス、イタリアの3カ国での共同開発とすることが発表された。

### F-15Jの代替
保有するF-15J Pre-MSIP約100機はアップデートにコストや時間がかかるため、転用や大規模な近代化改修は予定されておらず、性能の陳腐化が始まっている。このため2018年12月18日、F-35A 63機とF-35B 42機を追加取得しF-35の総取得数を147機とする方針が示された。
8機を除き、近代化改修されたJ-MSIP94機の後継機に関しては未定である。ボーイング社によれば、適切な延命・能力向上改修措置を施した場合、F-15 C/D（E型含む）の寿命を現在の倍近くに伸ばすことが出来る可能性（MSIP適用C/D型であれば最大18,000時間、単純計算で40～50年の寿命増加）があるとされている。中期防衛力整備計画 (2019)では近代化改修済みのF-15J単座型68機に対する能力向上改修を開始した。